# Ми-26
Ми-26 (по кодификации НАТО: Halo — «Нимб») — советский и российский тяжёлый многоцелевой транспортный вертолёт. Крупнейший в мире серийно выпускаемый транспортный вертолёт. Производится на заводе «Роствертол» холдинга «Вертолёты России».

## История создания и производства

### Разработка
Новый тяжёлый транспортный вертолёт создавался на рубеже 1960-1970-х годов на конкурсной основе с КБ Камова, с целью расширения возможностей выполнения перевозок крупногабаритной и тяжёлой современной техники, поступавшей в войска. Согласно требованиям заказчика, вертолёт должен был перевозить грузы массой до 20 т. на расстояние 400 км при обеспечении статического потолка более 1500 м.
После проведения конкурса заказчик выбрал проект ОКБ Миля как наиболее соответствующий техзаданию. Предполагалось взять за основу тяжёлый вертолёт Ми-6, переработав его компоновку, оснастив новым оборудованием и современными системами. Аванпроект нового вертолёта был одобрен научно-техническим советом МАП в декабре 1971 года. Эскизный проект вертолёта был готов к концу 1972 года. Тогда же на МВЗ приступили к постройке полноразмерного макета. Главным конструктором нового вертолёта был назначен Г. П. Смирнов. Ведущим конструктором по Ми-26 был назначен О. П. Бахов.
Для нового вертолёта в Запорожском моторостроительном КБ «Прогресс», возглавлявшемся Генеральным конструктором В. А. Лотаревым, на базе двухконтурного двигателя Д-36 была начата разработка турбовального двигателя Д-136 с проектной мощностью 11400 э. л. с. Этой мощности должно было хватать для продолжения полёта на одном двигателе при массе вертолёта до 40 тонн. В КБ Миля был спроектирован новый трёхступенчатый редуктор несущего винта РВ-26 и новый восьмилопастной винт с титановой втулкой и металлопластиковыми лопастями. При диаметре НВ 28 метров против 35 метров у Ми-6, новый винт получился легче на 40 %, и обеспечивал на 30 % большую свободную тягу. Заново был спроектирован пятилопастной рулевой винт со стеклопластиковыми лопастями, обеспечивающий вдвое большую тягу.
Всего при создании вертолёта было изготовлено более семидесяти испытательных стендов, в том числе замкнутый стенд для испытаний главного редуктора, стенд предварительных статических испытаний и доводки отсеков фюзеляжа, стенд статических испытаний задней части фюзеляжа, натурный стенд испытаний силовой установки и несущей системы вертолёта, стенд повторностатических испытаний фюзеляжа и шасси методом сбрасывания натурного изделия и многое другое. Для лётных испытаний конструкции НВ была переоборудована летающая лаборатория на базе Ми-6 (1975 год).
По внутреннему объёму грузовой кабины и грузоподъёмности фюзеляж нового вертолёта превзошёл аналогичный показатель Ми-6 почти в два раза, при этом масса фюзеляжа была в пределах массы таковой на Ми-6. Как подтвердили макетные испытания, габариты кабины позволяли перевозить все виды перспективной военной техники массой до 20 т.
Большое внимание было уделено эксплуатации вертолёта, в том числе возможность оперативного обслуживания на неподготовленных площадках, возможности выполнения погрузочно-разгрузочных работ силами экипажа без привлечения аэродромных служб, а также предусматривалась возможность переоборудования вертолёта в эксплуатирующей организации в различные варианты (десантно-транспортный, грузовой, санитарный, и др.)
Вертолёт предполагалось оборудовать самым современным на тот момент навигационным, пилотажным, радиотехническим оборудованием. Для обеспечения визуального контроля за грузом специально для Ми-26 была разработана бортовая телевизионная установка БТУ-1Б.
Защита макета перед Государственной комиссией состоялась в 1975 году. Тогда же новым ведущим конструктором по Ми-26 был назначен В. В. Шутов.
В 1977 году собран первый лётный экземпляр зав. № ОП-01, серийный № 00-01. В октябре он был выкачен из цеха для наземной отработки силовой установки и систем вертолёта, которые продолжались полтора месяца.
Первый полёт Ми-26 (продолжительностью три минуты) выполнен 14 декабря 1977 года под управлением ведущего лётчика-испытателя Г. Р. Карапетяна. В феврале следующего года вертолёт перегнали своим ходом на лётно-испытательную станцию (ЛИС) МВЗ в г. Люберцы. К маю был готов второй лётный экземпляр вертолёта с зав. № ОП-02, серийный № 00-02, на котором проверялась работа системы внешней подвески, десантно-транспортного, такелажно-швартовочного и санитарного оборудования. Оба вертолёта начали этап заводских испытаний, который продолжался до 1979 года. Совместные Государственные испытания двух Ми-26 проходили в НИИ ВВС с мая 1979 года по август 1980 года. Оба вертолёта за время испытаний выполнили 150 полётов общей продолжительностью 104 часа.
По результатам испытаний было принято решение о запуске в серийное производство на Ростовском вертолётном производственном объединении. Впрочем, ещё задолго до «Решения», ещё в 1976 году началась подготовка к производству, а официальный запуск в серийное производство состоялся 4 октября 1977 года.
Всего на МВЗ было построено три опытных изделия — это полноразмерный макет с с/н 00-00 и два лётных экземпляра.
Вертолёт с № 00-01 получил бортовой номер 01 жёлтый. Демонстрировался на авиационных выставках в Ле-Бурже в 1981 году, в Фарнборо 1984 году. В 1990-х годах переделан в опытный летающий кран с дополнительной кабиной. В настоящее время на хранении в КБ Миля в качестве музейного экспоната. Вертолёт № 00-02 использовался для лётных испытаний. 13 декабря 1989 года потерпел катастрофу. Во время испытательного полёта по запрограммированному маршруту произошёл отказ с потерей продольной управляемости, вертолёт упал в районе 170 км шоссе Москва-Ярославль, экипаж пять человек — погиб.
В 1983 году для нужд народного хозяйства был разработан демилитаризованный вариант вертолёта под индексом Ми-26Т. Вертолёт отличался составом радиосвязного, другим навигационным и специальным гражданским оборудованием, отсутствием бронирования, десантного и другого военного оборудования. Первый вертолёт (прототип) с заводским № 34001212020 построен в 1983 году. После цикла испытаний в ГосНИИ ГА Ми-26Т начал поставляться в «Аэрофлот». Первый вертолёт поступил в Тюменское авиапредприятие в 1986 году.

### Производство[5]
Торжественная выкатка первого серийного вертолёта за № 34001212001 состоялась 4 октября 1980 года в 21 ч 10 мин на Ростовском вертолётном заводе. В полдень 25 октября было выполнено первое висение, а на следующий день состоялся полёт по кругу. Вертолёт был окрашен в цветовую схему советской авиакомпании «Аэрофлот».
Этот вертолёт после цикла заводских испытаний был поставлен в 344-й ЦБП и ПЛС АА, г. Торжок. За время эксплуатации этот вертолёт ещё дважды менял эксплуатанта, получил военную окраску и бортовой номер «58». Был списан и утилизирован в 2003 году.
Всего, по данным реестра Ми-26, на конец 2019 года было построено 330 вертолётов различных модификаций, из которых около трети продолжают эксплуатироваться.
Заводские номера вертолётов начинаются на 34001212ххх. Основные модификации: Ми-26Т, Ми-26ТЗ, Ми-26ТС, Ми-26Т2. 16 Ми-26, изначально строившихся на экспорт, в дополнение к заводскому номеру получили так называемый экспортный заводской номер:
- 223201 .. 223204 — для ВВС Индии, поставлено четыре борта.
- 226205 .. 226210 — для ВВС Ирака, ни один из них не был поставлен (в связи с событиями в Персидском заливе).
- 066211 .. 066216 — для Северной Кореи (по факту были поставлены борта более поздних серий выпуска)

Всего известно 35 произведённых серий вертолёта, включая два летающих нулевой серии и один макет. Производство с перерывами продолжалось до 2019 года

## Описание конструкции
При написании раздела использовалась информация из следующих источников:
- Руководство по технической эксплуатации вертолёта Ми-26Т. Книга 1 «Общие сведения о вертолёте». 209.00.00.000РЭ.
- «Руководство по лётной эксплуатации вертолёта Ми-26Т», книга 2. (электронная версия)
- «Радиоэлектронное оборудование Ми-26Т». Учебное пособие для лётного состава. Офицерские курсы войсковой части 32882. Цикл авиационного оборудования и вооружения. Г. Торжок, 2003 год.

### Общие сведения

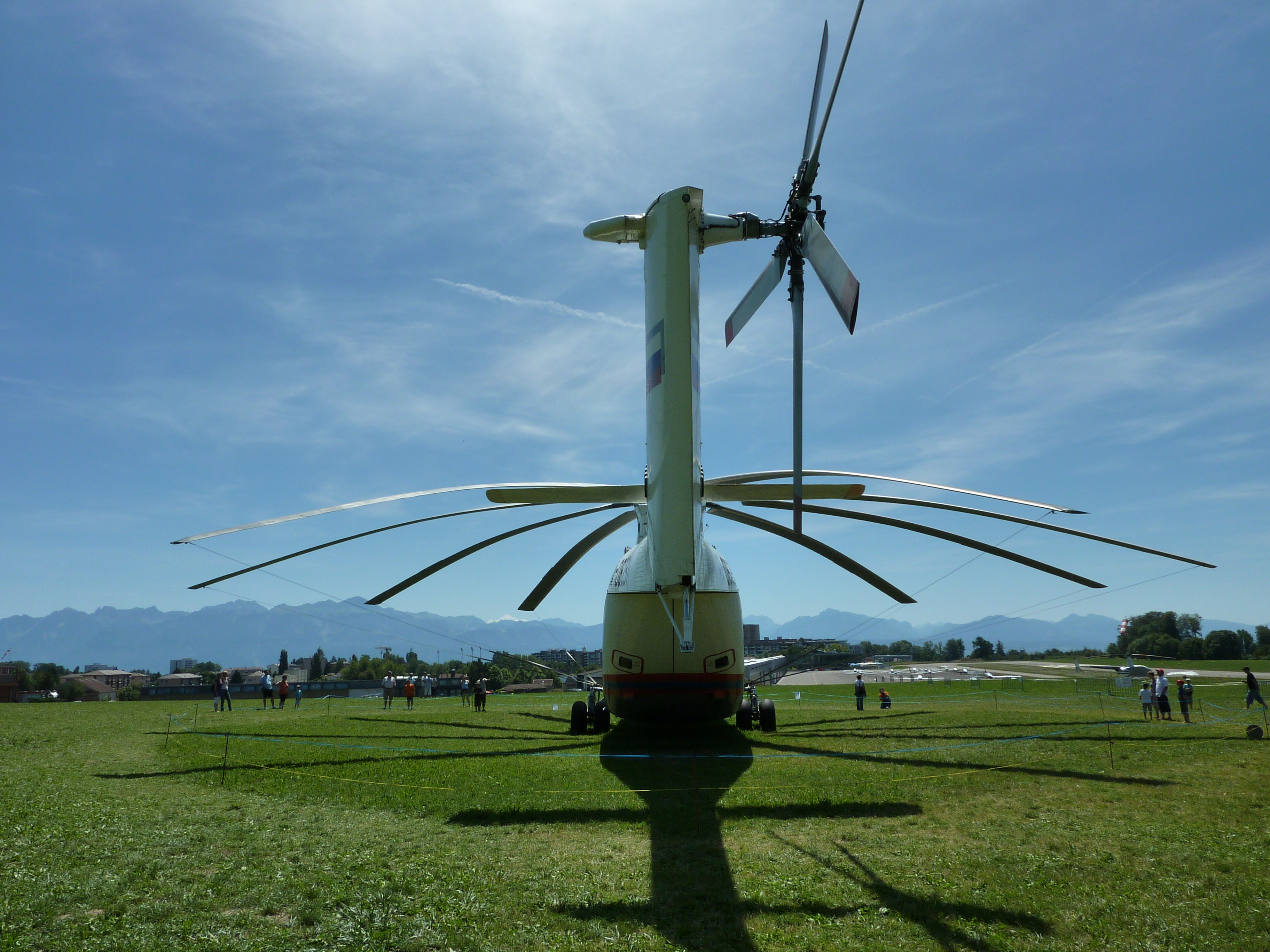

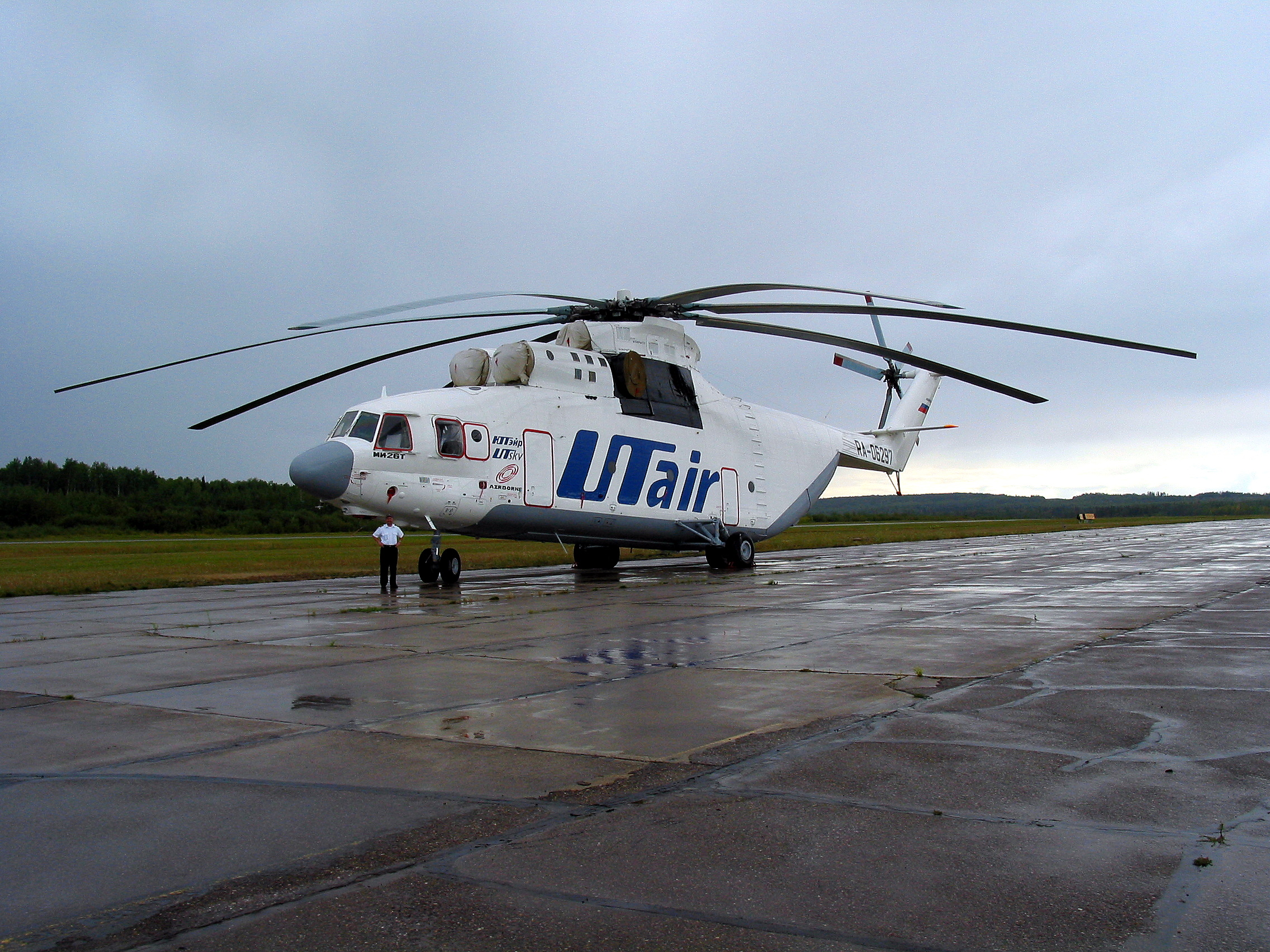

Вертолёт Ми-26 предназначен для полётов в различных физикогеографических условиях по правилам визуального и приборного полётов днём и ночью, по оборудованным и необорудованным трассам и маршрутам вне трасс и на безориентирной местности, как с оборудованных, так и с необорудованных площадок (вертодромов).
Вертолёт построен по классической схеме с восьмилопастным несущим винтом и пятилопастным рулевым винтом, трёхстоечным неубирающимся шасси. Силовая установка вертолёта включает два турбовальных двигателя Д-136, и вспомогательную силовую установку ТА-8. Конструкция вертолёта выполнена из алюминиево-литиевых сплавов с широким применением титановых сплавов и композиционных материалов.
Вертолёт предназначен для:
- перевозки грузов на внешней подвеске или внутри грузовой кабины весом до 20 тонн, допускается одновременная перевозка в г/к и на внешней подвеске с суммарным весом не более 20 тонн.
- транспортировки больных или раненых, с обеспечением ухода за ними, для чего вертолёт оснащается соответствующим оборудованием
- перевозки 82 десантников с оружием и снаряжением

Санитарно-медицинское оборудование поставляется дополнительно. Локальное бронирование кабины экипажа и шкворневые установки для ведения огня из стрелкового оружия не устанавливаются на гражданские варианты вертолёта.
Экипаж вертолёта включает пять человек. По принятой терминологии, наименования должностей лётного состава в ГА и ВВС различны:
- Командир воздушного судна (КВС) — Командир экипажа (КЭ)
- Второй пилот (2П) — Помощник командира экипажа (ПКЭ)
- Штурман
- Бортовой инженер — Бортовой техник
- Бортовой оператор — Бортовой механик

Также на вертолёте предусмотрены места для 4-х человек, сопровождающих груз.
Грузовая кабина негерметичная, обогреваемая; кабина экипажа и сопровождающих имеет систему наддува и кондиционирования.

### Основные данные вертолёта
источник: РТЭ Ми-26Т, раздел 000.00.00 «Вертолёт», стр. 9 (декабрь 1/94)
- нормальная взлётная масса, т — 49,6
- максимальная взлётная масса, т — 56,0
- масса пустого вертолёта, т — 28,2
- масса груза макс., т — 20,0
- максимальная емкость топливных баков (без дополнительных баков), л — 12000
- дальность полёта при полной заправке км — 800
- потолок статический, м — 1800
- потолок динамический, м — 4600
- скорость полёта макс., км/ч — 295
- скорость полёта крейсерская, км/ч — 255

### Фюзеляж
Цельнометаллический фюзеляж полумонококовой конструкции с силовым каркасом, состоящим из шпангоутов и стрингеров. Имеет три технологических разъёма и состоит из носовой части фюзеляжа, центральной части фюзеляжа и концевой балки. Стык носовой части с центральной частью фюзеляжа разъемный, стыки остальных частей — неразъемные.
Носовая часть фюзеляжа включает аэродинамический радиопрозрачный обтекатель антенны радиолокационной станции, кабину экипажа, кабину сопровождающих и отсеки для размещения оборудования. Носовая часть герметичная, с системой наддува и кондиционирования.
Средняя часть фюзеляжа с концевой балкой состоит из силового набора, шпангоуты № 1-41, бортовых панелей с дверями и окнами, верхней потолочной панели с закрепленными на ней узлами крепления двигателей, узлами крепления подредукторной рамы и узлами навески капотов, пола и подпольного пространства с топливными баками. В задней части грузовой кабины находится грузовой люк, состоящий из грузовых створок, трапа и двух откидных трапов. Также в грузовой кабине имеются три двери — слева передняя и задняя и справа — только задняя. Грузовая кабина не герметичная, хотя и имеет систему вентиляции и обогрева.
Полезный объём грузовой кабины — 135,89 м³, её габариты в метрах — 12,1×3,2×2,9.
Для загрузки колесной техники в передней части грузовой кабины расположены лебедки ЛГ-1500. Для загрузки бесколесных грузов грузовая кабина оборудована двумя тельферами, перемещающимися вдоль грузовой кабины по специальным рельсам. Пол грузовой кабины и трап имеют 79 встроенных швартовочных узлов.
Сверху фюзеляжа находится двигательно-редукторный отсек, закрываемый откидными капотами и съёмными крышками.
Хвостовая балка цельнометаллическая, переменного сечения, является составной частью силовой конструкции фюзеляжа. Внутри балки расположены агрегаты трансмиссии рулевого винта и различная аппаратура.
Киль представляет собой единую конструкцию с хвостовой балкой. В нем размещены наклонная часть хвостового вала трансмиссии, промежуточный и хвостовой редукторы, их общий воздушно-масляный теплообменник, проводка управления рулевым винтом. К килю крепятся подкосы хвостовой опоры и неуправляемый в полёте стабилизатор. Киль имеет фиксированный руль с постоянным углом 6° влево, для разгрузки РВ при больших скоростях полёта.
Стабилизатор обеспечивает продольную устойчивость и управляемость вертолёта и состоит из правой и левой консоли, соединенных между собой лонжероном. Лонжерон выполнен из композиционных материалов, консоли — из набора нервюр и хвостового стрингера, выполненных из алюминиевых сплавов; обшивка выполнена из синтетической ткани; законцовки стабилизатора выполнены из композиционных материалов. Размах стабилизатора — 6,02 м, площадь — 6,02 м², угол установки стабилизатора относительно строительной горизонтали фюзеляжа −5°30', профиль — NACA-0012 (у корня) и NACA-0015 (у законцовки).
Шасси трёхопорное, состоит из двух основных неубирающихся опор со сдвоенными колесами, передней неубирающейся управляемой опорой со сдвоенными колёсами и хвостовой предохранительной убираемой опорой. Хвостовая опора служит для предотвращения поломки рулевого винта при посадке с большими углами тангажа. Колея шасси 5000 мм, база шасси — 8950 мм, клиренс — 420 мм, стояночный угол вертолёта — 20°20'.
На передней стойке установлено два нетормозных колеса 900×300 мм с давлением зарядки от 4,5+0,5 кгс/см2 до 5+0,5 кгс/см2. Амортизатор колёс газомасляный, с макс. ходом штока 190 мм. Колёса самоориентирующиеся.
Стойки основных опор выполнены ферменной конструкции, с рычажной подвеской. Колёса размерностью 1120×450 мм, с давлением зарядки пневматиков от 6+0,5 кгс/см2 до 6,5+0,5 кгс/см2. Амортизатор основной опоры пневмогидравлический, двухкамерный с торможением на прямом и обратном ходах штока, с дополнительной гидравлической камерой для выпуска штока из обжатого стояночной нагрузкой положения. Максимальный ход штока цилиндра амортизатора 315±2 мм. При выполнении погрузочно-разгрузочных работ, для приподъема задней части вертолёта амортизаторы принудительно могут выдвигать шток на максимальный ход до упора.
Тормозная система на вертолёте комбинированная, и включает гидравлический и пневматический контур. Тормозную систему имеют только внешние колёса на основных опорах, внутренние колёса — нетормозные. Управление тормозами осуществляется гашетками на ручках продольно-поперечного управления. Тормоза дисковые.
Задняя опора ферменная, с амортизатором. В полёте для снижения аэродинамического сопротивления она подтягивается гидроцилиндром к хвостовой балке.

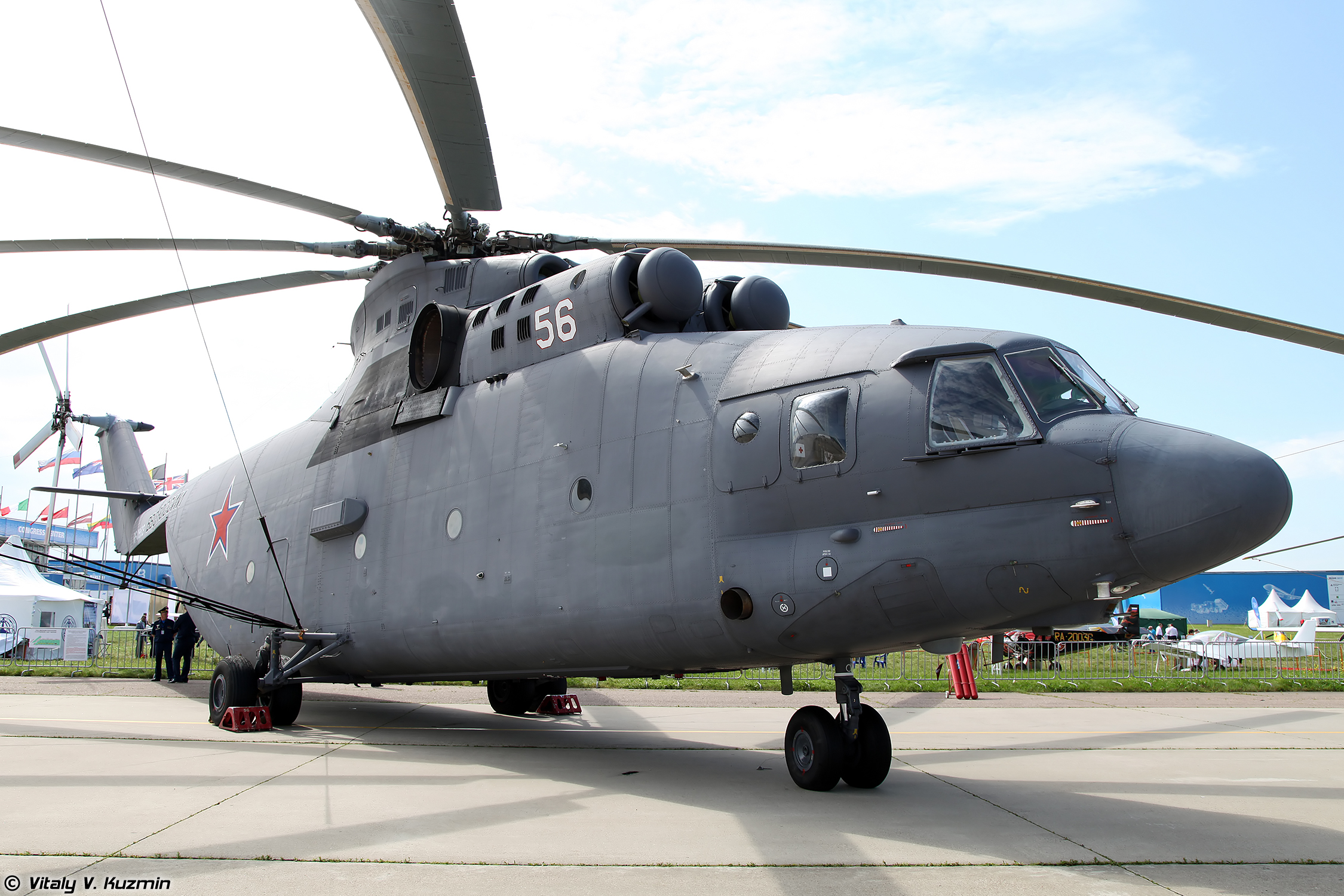
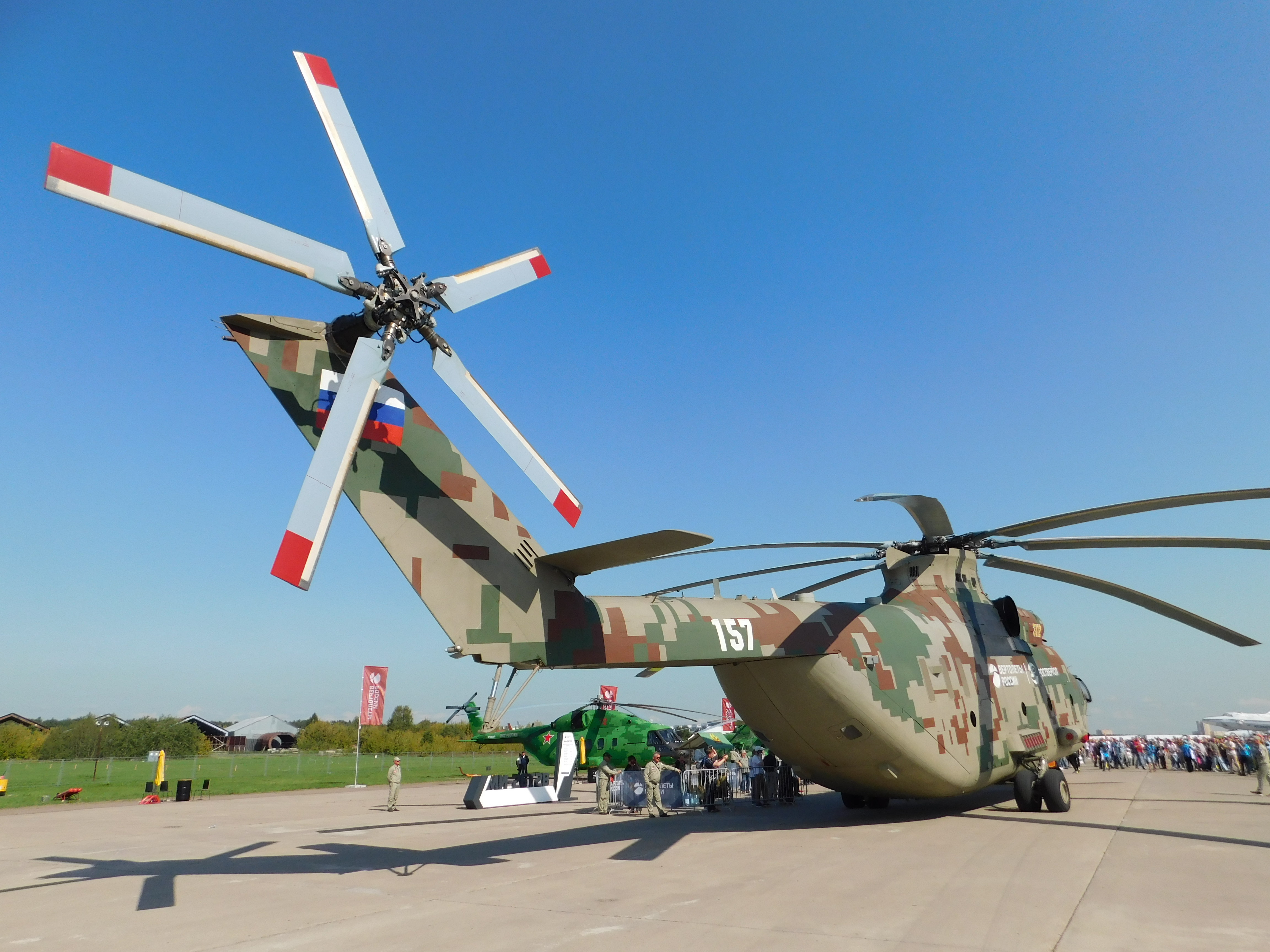
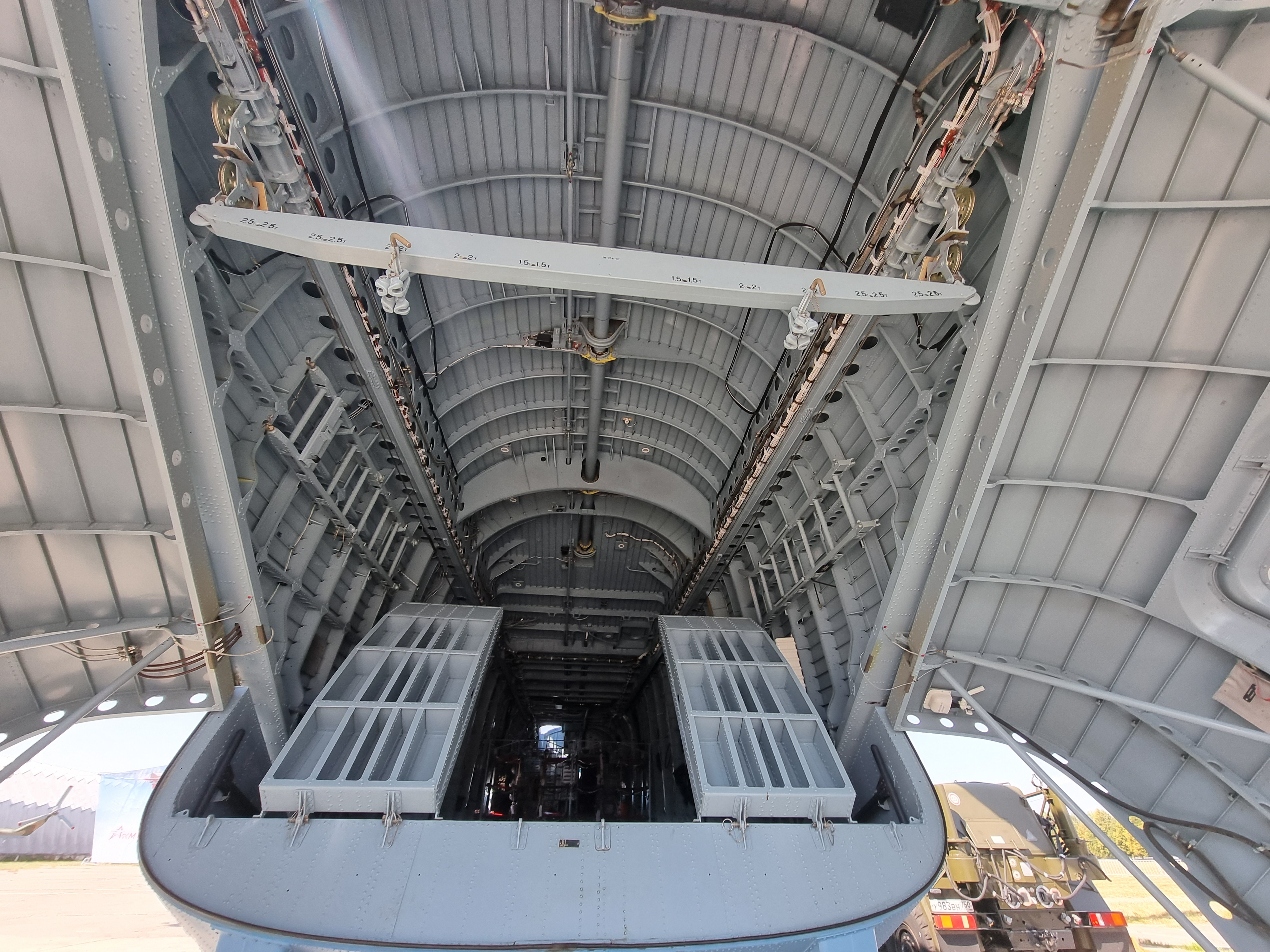
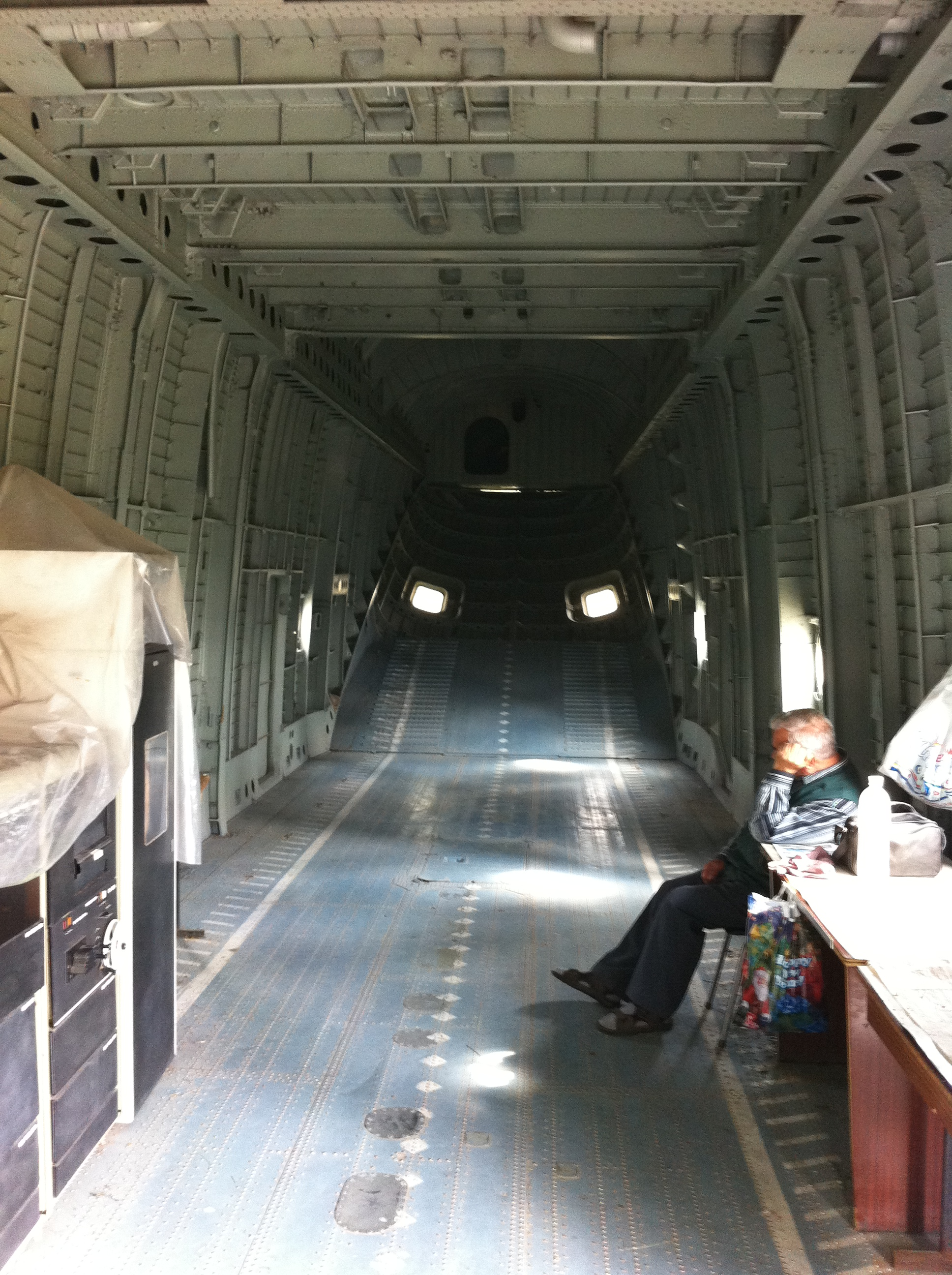
Грузовая кабина Ми-26
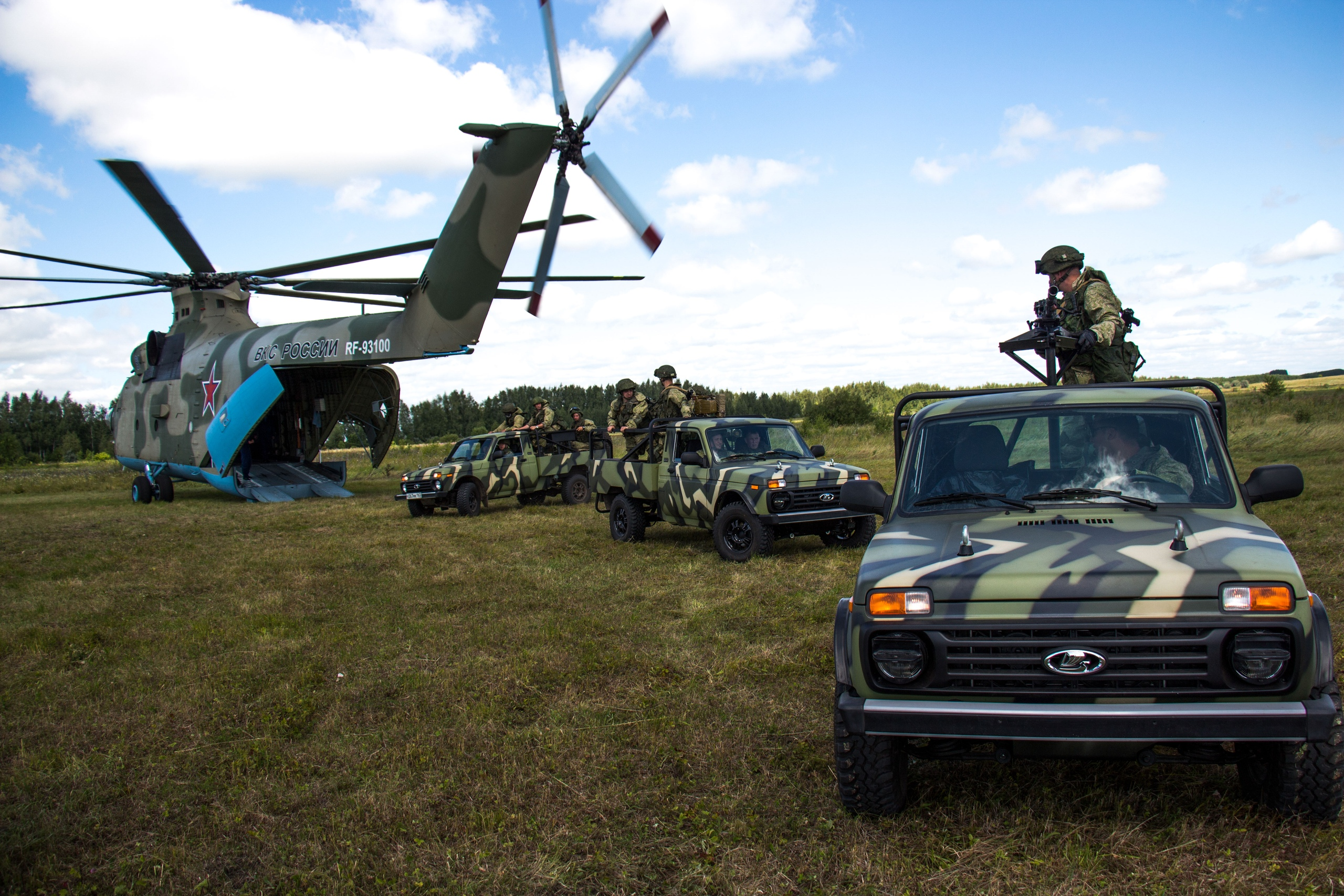
Высадка автомобилей «Нива» с 82-мм миномётами «Поднос» 31-й десантно-штурмовой бригады

### Силовая установка
На вертолёте установлены два турбовальных двигателя Д-136 разработки Запорожского машиностроительного конструкторского бюро «Прогресс». Двигатель Д-136 разработан на основе самолётного турбовентиляторного двигателя Д-36, устанавливавшегося на Як-42, Ан-72, Ан-74. Серийно Д-136 производился с 1982 года на Запорожском ПО «Моторостроитель» (сейчас это АО «Мотор Сич»).
Двигатели со взлётной мощностью по 10000 л. с. каждый (максимальный взлётный режим — 11400 л. с., номинальный — 8500 л. с., крейсерский — 6100 л. с.), передают суммирующий крутящий момент через главный редуктор на несущий и рулевой винты. Двигатели соединены с главным редуктором через муфты свободного хода, что позволяет отсоединять неработающий двигатель от трансмиссии, выполнять полёт на одном работающем двигателе или посадку на авторотации.
Запуск двигателей автономный. Раскрутка сжатым воздухом от бортовой вспомогательной установки или от аэродромной установки воздушного запуска, или от ранее запущенного двигателя на вертолёте.
Воздухозаборники двигателей оснащены пылезащитными устройствами (ПЗУ). предотвращающие попадание пыли и мусора в газовоздушный тракт двигателей при полётах с необорудованных площадок (грунта)
Конструкция двигателя модульная, что упрощает ремонт и обслуживание. Часть модулей Д-136 полностью совместима с аналогичными модулями двигателя Д-36. Сухой вес одного двигателя составляет 1077 кг.
Время работы двигателей на взлётном режиме ограничено 5 мин.
Вспомогательная силовая установка (ВСУ) вертолёта включает вспомогательный газотурбинный двигатель ТА-8В сер.02. ВСУ повышает автономность вертолёта и его независимость от аэродромных служб при подготовке к полёту, обеспечивая энергией системы вертолёта, а также обеспечивая при запуске сжатым воздухом стартеры двигателей Д-136.
ВСУ ТА-8 разрабатывалась для самолёта Ту-134. Вертолётная модификация ТА-8В отличается наличием в конструкции генератора трёхфазного переменного тока на 208 В 400 Гц типа ГТ40ПЧ6.
В маслосистеме двигателей и ВСУ используется синтетическое масло ИПМ-10 по ОСТ 3801294-83 или резервное синтетическое масло ВНИИ НП 50-1-4У (ВНИИ НП 50-1-4Ф).

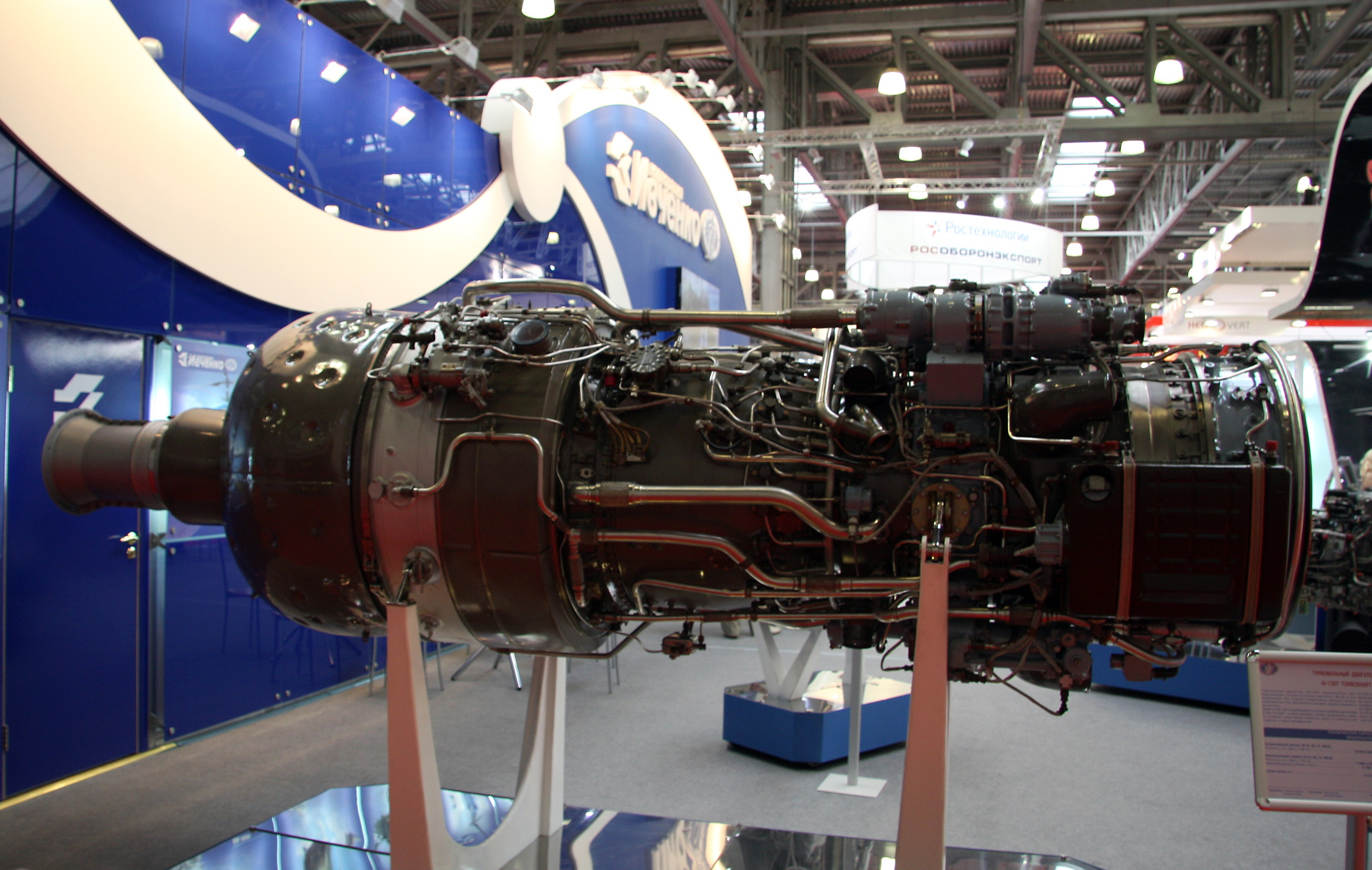
Бывший Ми-26НЕФ-М
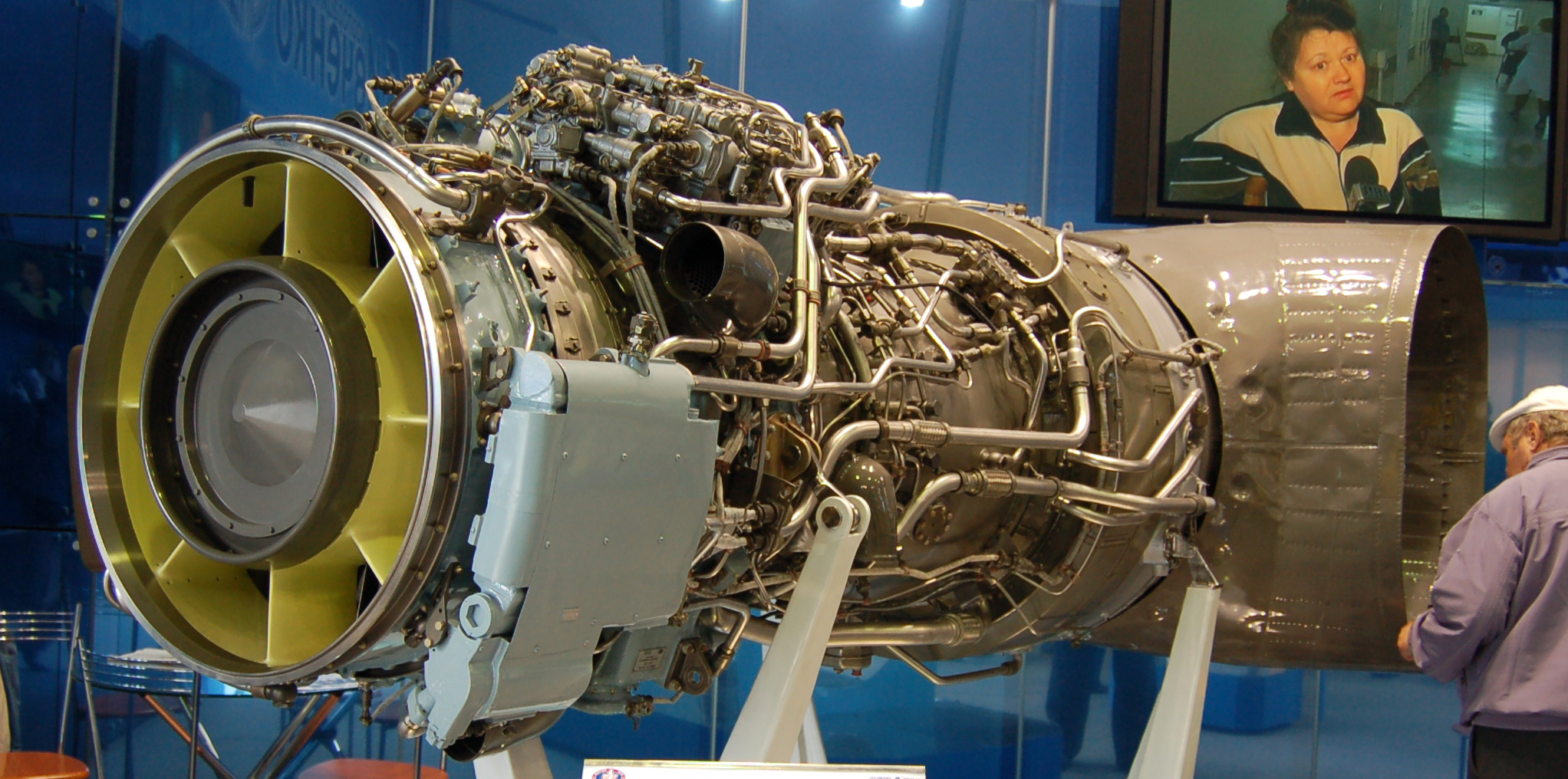
Двигатель «Мотор Сич» Д-136
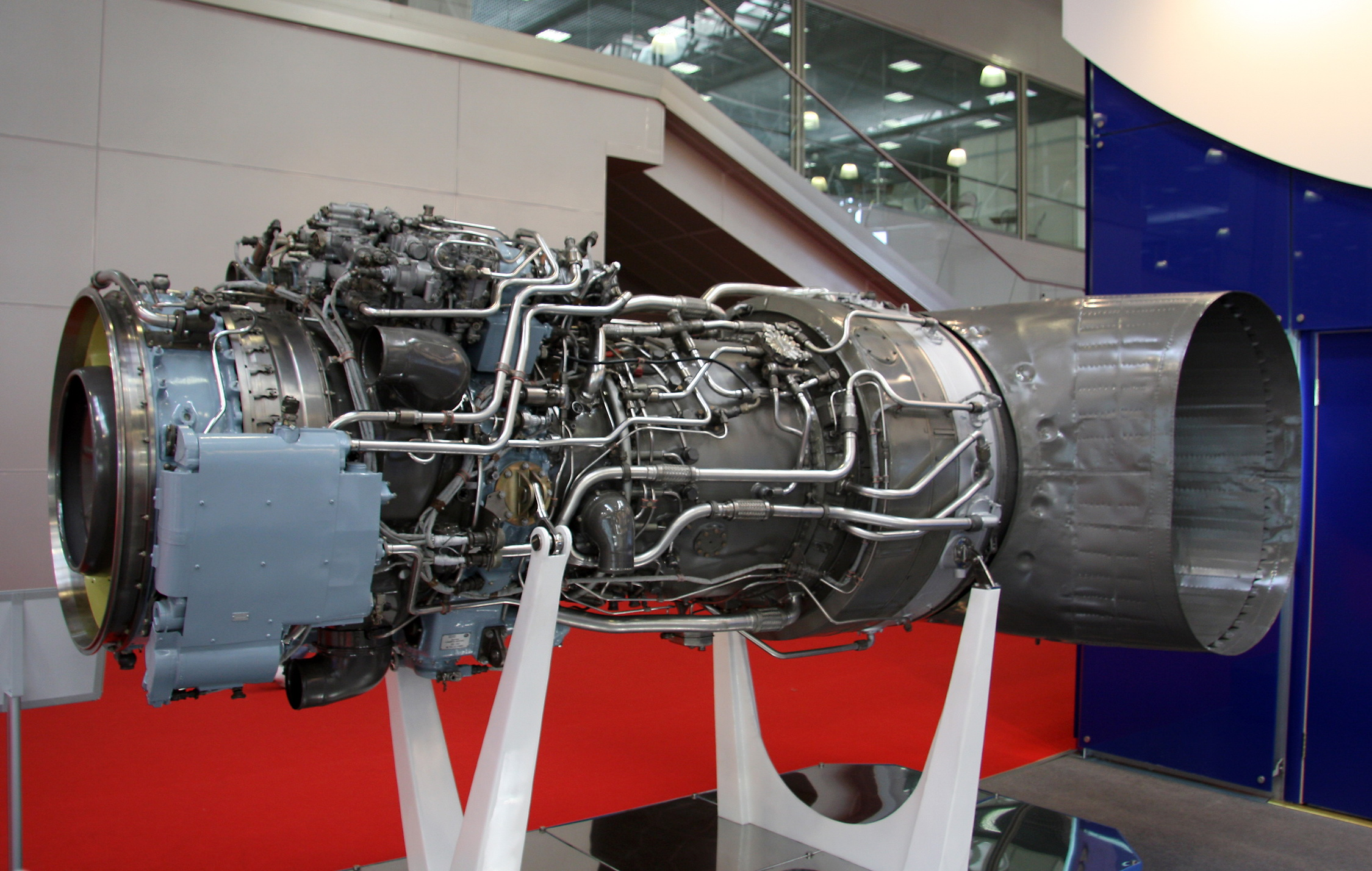
Турбовальный двигатель АИ-136Т

### Трансмиссия
Трансмиссия вертолёта Ми-26 включает главный редуктор ВР-26, тормоз несущего винта, промежуточный редуктор, хвостовой редуктор, хвостовой вал.
Главный редуктор предназначен для изменения частоты вращения и передачи крутящего момента от двух турбовальных двигателей к несущему и рулевому винтам, вентилятору, генераторам переменного тока, гидронасосам и воздушному компрессору. Передаточное число от двигателей к несущему винту 1:62,53. Вал НВ главного редуктора наклонен вперёд на 4°.
Главный редуктор — трехступенчатый, многопоточный с зубчатыми передачами внешнего зацепления. Система смазки главного редуктора принудительная под давлением, масло Б-3В в количестве 250 литров. Для охлаждения масла на вертолёте установлены четыре воздушно-масляных теплообменника. В хвостовой и промежуточный редукторы также заливается синтетическое масло Б-3В.
Капот вертолёта состоит из двигательного, вентиляторного, редукторного и концевого отсеков, разделенных продольной противопожарной перегородкой и перегородкой вентиляторного отсека. Капот оборудован легкосъемными и легкооткрывающимися крышками, которые в открытом положении являются эксплуатационными трапами.

### Топливная система
Состоит из 10 мягких баков, восемь из которых размещены под полом грузовой кабины и два расходных бака находятся за главным редуктором. Баки объединены в группы: первая группа — баки № 1,6,7; вторая группа — баки № 2, 3, 8; отдельные баки № 4 и 5; расходные баки — № 9 и 10. При перегонке вертолёта в грузовую кабину можно установить дополнительно четыре бака. Для полётов на увеличенную дальность с грузом, расположенным в грузовой кабине, и (или) с грузом на внешней подвеске предусмотрена установка двух дополнительных баков. Заправка осуществляется через заправочную горловину под давлением, при этом в баки помещается 12028 литров топлива. Вручную можно долить ещё 400 литров. Применяемые сорта топлива — РТ, ТС-1, Т-2 и их смеси в любых пропорциях.

### Гидравлическая система вертолёта
Гидросистема вертолёта состоит из основной, дублирующей и вспомогательной гидросистем. Рабочая жидкость — гидравлическое масло АМГ-10 либо зарубежные аналоги, рабочее давление 210 кгс/см².
Основная гидросистема обеспечивает работу четырёх комбинированных агрегатов управления КАУ-140, общим шагом НВ, продольного, поперечного и путевого управления.
Дублирующая гидросистема выполняет функции основной гидросистемы и включается в работу автоматически при отказе основной гидросистемы. Она также обеспечивает проверку управления вертолётом на земле при неработающих двигателях.
Вспомогательная гидросистема обеспечивает работу гидродемпфера путевого управления, верхнего замка внешней подвески, управления лопатками направляющего аппарата вентилятора, уборку и выпуск хвостовой опоры, открытие и закрытие створок грузового люка и трапа, управление клиренсом вертолёта, торможение колёс главных опор шасси.
При работающих двигателях давление в основной гидросистеме создается двумя плунжерными насосами, в дублирующей — одним и во вспомогательной — также одним. При падении давления в основной гидросистеме плунжерный насос дублирующей гидросистемы с холостого хода переходит на рабочий режим, а плунжерный насос вспомогательной гидросистемы переключается на подачу давления в дублирующую гидросистему.
Для создания давления во вспомогательной и дублирующей гидросистемах при неработающих двигателях на вертолёте установлена электрическая насосная станция НС-46.
Для создания давления во вспомогательной гидросистеме на земле при неработающих двигателях и обесточенной сети установлен ручной насос.

### Пневмосистема и оборудование аварийного сброса люков
Пневматическая система вертолёта является частью пневмогидравлической системы торможения колес основных опор шасси, а также предназначена для герметизации блистеров на рабочих местах пилотов и бортинженера, крышек люков на рабочем месте штурмана и кабины сопровождающих, для обеспечения работы насосов опрыскивания лобовых стекол кабины экипажа.
Сжатый воздух под давлением находится в двух четырехлитровых баллонах. Зарядка баллонов осуществляется от воздушного компрессора при работе двигателей или наземного баллона через бортовой зарядный штуцер.
Для покидания вертолёта в аварийной обстановке установлены сдвижные (сбрасываемые) блистеры, сбрасываемые люки и аварийные выходы в створках грузовой кабины.

### Электрооборудование
Система электроснабжения вертолёта состоит из первичной, трех вторичных и вспомогательной системы, а также системы подключения аэродромного источника.
Основные источники электроэнергии — это два генератора переменного тока ГТ120ПЧ6А, каждый мощностью 120 квА. Каждый генератор питает свои шины правого/левого борта, выпрямительные устройства, трансформаторы. Мощности одного любого генератора достаточно для питания всех систем вертолёта. Параллельная работа генераторов не предусмотрена.
В качестве аварийных источников энергии на борту установлены две никель-кадмиевые аккумуляторные батареи 20НКБН-40У3 , которых хватает на 30 мин. полёта днём и 20 мин. — ночью. Аварийные вторичные источники электроэнергии — электромашинные преобразователи типа ПО-750А (однофазный по переменному току напряжением 115 В, частотой 400 Гц) и ПТ-200Ц (трёхфазный по переменному току напряжением 36 В частотой 400 Гц).
Генератор переменного тока, установленный на ВСУ ТА-8В, может обеспечить питанием все основные системы вертолёта при стоянке с неработающими двигателями на земле или при аварии — в полёте. Подключение стартёр-генератора постоянного тока на сеть не предусмотрено.

### Автоматическое управление вертолётом

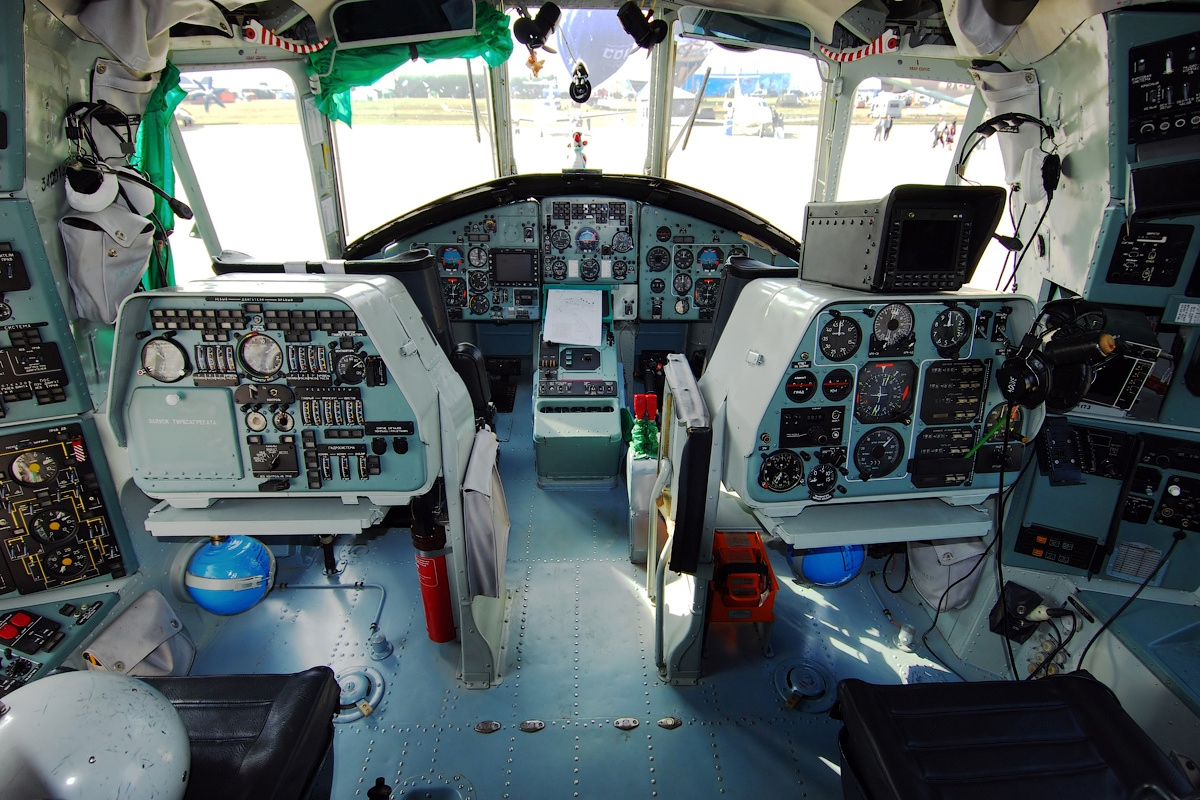
МИ-26 Т

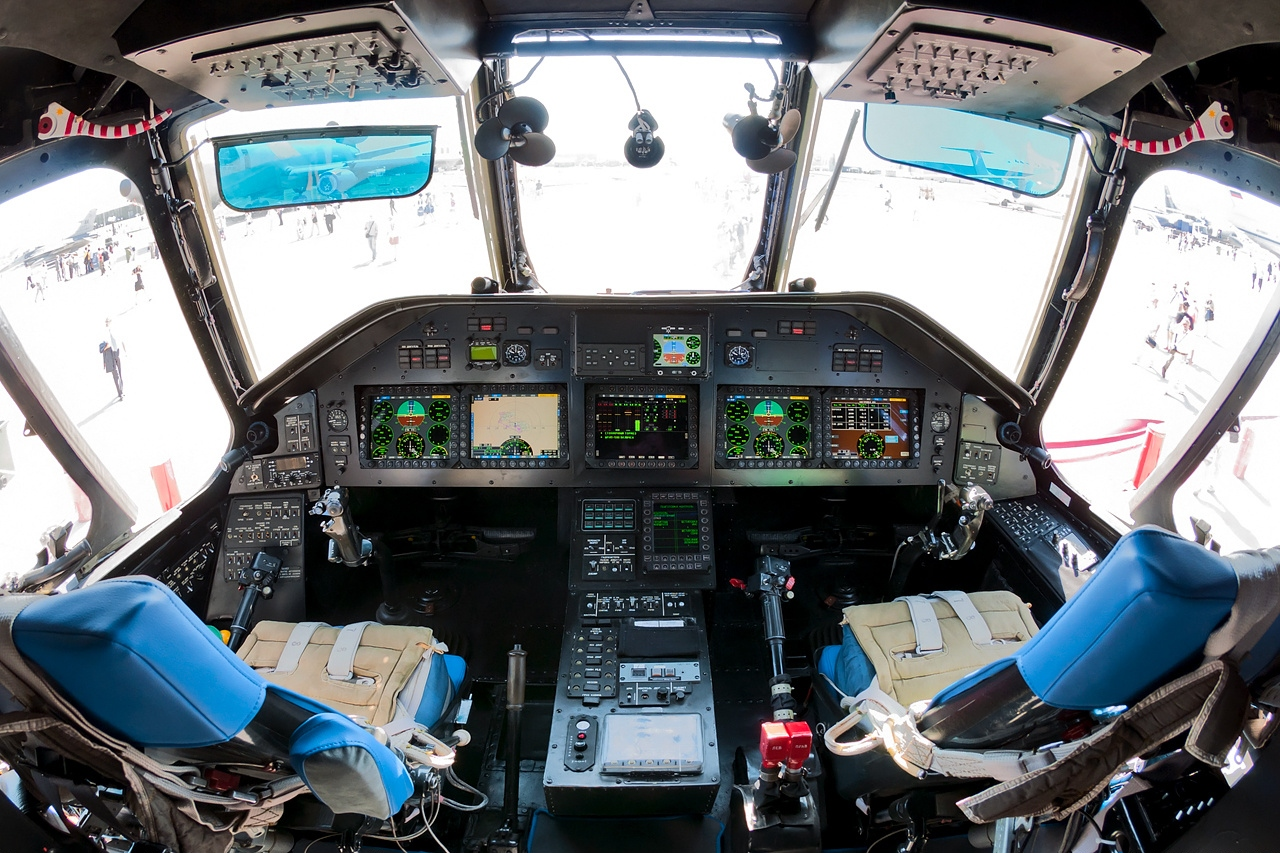
МИ-26 Т2

Пилотажный комплекс вертолёта ПКВ-26-1 предназначен для обеспечения автоматизированного управления вертолётом на всех этапах полёта и обеспечивает выполнение следующих функций:
- стабилизацию углового положения вертолёта по крену, тангажу и направлению
- демпфирование угловых колебаний вертолёта по крену, тангажу и направлению
- стабилизацию заданной приборной скорости
- стабилизацию заданной барометрической высоты полёта
- улучшение характеристик устойчивости и управляемости вертолёта на всех этапах полёта.

Основной системой ПКВ является унифицированный автопилот ВУАП-1 с пультом управления, блоком коммутации и монтажной рамой. Автопилот работает на четыре необратимых гидроусилителя — комбинированные агрегаты управления КАУ-140. Эти агрегаты являются исполнительными механизмами управления как при ручном пилотировании, так и при автоматическом. Непосредственно с автопилотом работают следующие изделия:
- малогабаритная гировертикаль МГВ-1СУ8
- курсовая система «Гребень-2»
- корректор-задатчик высоты КЗВ-0-15
- корректор-задатчик приборной скорости КЗСП

### Радиооборудование
Радиооборудование вертолёта включает:
- радиоаппаратуру связи
- радиоаппаратуру вертолётовождения
- радиоаппаратуру опознавания и оповещения
- радиоаппаратуру специального назначения.

В базовой комплектации на борту вертолёта имеется:
Радиосвязное оборудование:
- самолётное переговорное устройство СПУ-8
- командная ультракоротковолновая радиостанция «БАКЛАН-20» два комплектата
- связная коротковолновая радиостанция Ядро-1И
- аварийная радиостанция Р-861
- радиоаппаратура записи «МАРС-БМ»
- радиоаппаратура речевых сообщений «АЛМАЗ-УП» (П-591-Б);

Аппаратура вертолётовождения
- ультракоротковолновый автоматический радиокомпас АРК-УД
- средневолновый автоматический радиокомпас АРК-22
- доплеровский измеритель путевой скорости и угла сноса ДИСС-32-90
- прибор навигационно-плановый ПНП-72-12 (три шт.)
- радиомагнитный индикатор РМИ-2
- радиовысотомер малых высот А-037 (2шт)
- система навигации и посадки КУРС-МП-70
- самолётный дальномер СД-75
- радиостанция ближней навигации РСБН «ВЕЕР-М»
- антенно-фидерная система «Ромашка»
- приемник спутниковой навигации TNL2000A/T

Аппаратура опознавания
- аппаратура государственного опознавания
- радиолокационный ответчик СО-72М.

Аппаратура специального назначения
- бортовая телевизионная установка БТУ-1Б
- метеорадиолокатор «Контур-10» (8А813К или 8А813Ц)

Комплектность радиооборудования Ми-26 и Ми-26Т различна, ввиду разных условий эксплуатации. Также некоторые системы и аппаратура могут устанавливаться по дополнительному требованию заказчика.
Так, вертолёт Ми-26Т (в гражданской версии) может дополнительно комплектоваться:
- самолётным дальномером СД-75
- высотомером-футомером УВИД-15ФКГ (ВЭМ-72ФПВГ)
- абонентским аппаратом АА-3 из к-та СПУ-8

Вертолёты, поставляемые по заказу Министерства Обороны, Министерства Внутренних дел, Министерства по чрезвычайным ситуациям Российской
Федерации, могут дополнительно комплектоваться:
- санитарным оборудованием
- десантным оборудованием
- шкворневыми стрелковыми установками
- устройствами выброса ложных целей УВ-26
- бронеплитами
- радиостанцией ЯДРО-IE (Б) вместо ЯДР0-1И1
- радиостанцией Р-863 вместо радиостанции «БАКЛАН-20»
- радиостанцией Р-828
- магнитофоном МС-61Б вместо «МАРС-БМ»
- радиокомпасом АРК-19 вместо АРК-22

Не установлены метеорадиолокатор 8А813Ц(К), РСБН КУРС-МП70-04 и дальномер СД-75

## Лётно-технические характеристики

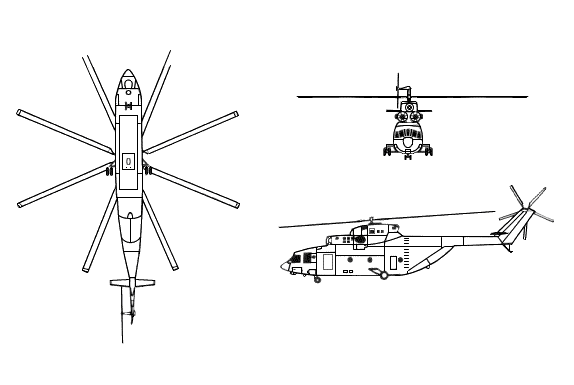
Три проекции Ми-26

Приведённые характеристики соответствуют модификации Ми-26Т.
| Параметр                                   | Характеристика                                           |
| ------------------------------------------ | -------------------------------------------------------- |
| Диаметр несущего винта                     | 32 м                                                     |
| Число лопастей несущего винта              | 8                                                        |
| Площадь, ометаемая несущим винтом          | 804,25 м²                                                |
| Диаметр рулевого винта                     | 7,61 м                                                   |
| Длина                                      | 40,025 м                                                 |
| Длина фюзеляжа                             | 33,727 м                                                 |
| Высота по несущему винту                   | 8,145 м                                                  |
| База шасси                                 | 8,950 м                                                  |
| Колея шасси                                | 5,000 м                                                  |
| Масса пустого                              | 28 200 кг                                                |
| Масса нормальная взлётная                  | 49 500 кг                                                |
| Масса максимальная взлётная                | 56 000 кг                                                |
| Грузоподъёмность в грузовой кабине         | 20 т                                                     |
| Грузоподъёмность на внешней подвеске       | 20 т                                                     |
| Длина грузовой кабины                      | 12,0 м                                                   |
| Ширина грузовой кабины                     | 3,2 м                                                    |
| Высота грузовой кабины                     | 3,1 м                                                    |
| Размеры грузового люка                     | 2,9 х 3,2 м                                              |
| Объём грузовой кабины                      | 110 м3                                                   |
| Экипаж Ми-26                               | 5                                                        |
| Экипаж Ми-26Т2                             | 2 человека (3 человека при внешней подвеске груза)       |
| Пассажировместимость солдат                | 85                                                       |
| Пассажировместимость десантников           | 70                                                       |
| Пассажировместимость носилок для раненых   | 60+три места для сопровождающих медработников            |
| Объём топливных баков                      | 12 000 л                                                 |
| Объём подвесных топливных баков (ПТБ)      | 14 800 л в четырёх ПТБ или 4780 л в двух ПТБ             |
| Силовая установка                          | 2 × турбовальных «Мотор Сич» Д-136 (в перспективе ПД-12) |
| Мощность двигателей                        | 2 × 11 400 л. с. (взлётная)                              |
| Расход авиатоплива                         | 3100 кг/час                                              |
| Максимальная скорость                      | 295 км/ч                                                 |
| Крейсерская скорость                       | 265 км/ч                                                 |
| Дальность полёта при максимальной заправке | 800 км                                                   |
| Дальность полёта при максимальной загрузке | 475 км                                                   |
| Дальность полёта при перегоне              | 2350 км (с четырьмя ПТБ)                                 |
| Практический потолок                       | 4600 м                                                   |
| Статический потолок                        | 1800 м                                                   |
| Динамический потолок                       | 6500 м                                                   |

## Модификации
| Название модели      | Первый полёт    | Краткие характеристики |
| -------------------- | --------------- | --- |
| TDC-Mi26             |                 | Концепт для острова Тристан-да-Кунья, модификация может лететь до 3500 км при заправке на ходу. |
| Ми-26                | 1977            | Военно-транспортный вариант. |
| Ми-26T               | 1983            | Гражданская версия Ми-26. |
| Ми-26Т военный       | 1980-е          | Проект оснащения вооружением Ми-26Т со специальным вооружением и системами защиты: Прицел ПКВ; Бронеплиты; Шкворневые установки РПК, АК, АКМ; Шкворневая установка НСВ 12,7; Шкворневая установка РПК; НУР В8В20А (АПУ-68У-М3); УПК-23-500 (3Б-500, КМГУ-2); ЭВУ. |
| Ми-26А               | 1985            | Экспериментальная модернизация военно-транспортного Ми-26. |
| Ми-26ПП              | 1986            | Экспериментальный вертолёт РЭБ. |
| Ми-26ТЗ              | 1986            | Топливозаправщик. |
| Ми-26С               | 1986            | Для работы в зоне чернобыльской катастрофы. |
| Ми-27                | 1986            | Воздушный пункт управления боевыми действиями общевойсковых армий. Были переоборудованы два серийных вертолёта. |
| Ми-26П               |                 | Гражданский вариант на 63 пассажира. |
| Ми-26П (пограничный) | 1992            | Построенный в единственном экземпляре для погранвойск специальная версия Ми-26, предназначенный для работы в высоких широтах и оснащенный специальным оборудованием со специальным вооружением и системами защиты для повышения обороноспособности и живучести вертолета. Применение вооружения планировалось в оборонительных целях при огневом прикрытии высадки десанта с техникой и без нее, а также при транспортировке раненых и грузов. В состав неуправляемого ракетного вооружения входили: авиационные пусковые устройства Б8В20А, Б131, АПУ-68У-М-3 с НУР С-8, С-13 и С-24В по 20, 20 и 4 шт. в блоке соответственно. Это вооружение предназначалось для поражения групповых и площадных небронированных и легкобронированных наземных и надводных целей, а также живой силы. Стрелково-пушечное вооружение предназначалось для поражения этих же целей и включало: унифицированный пушечный контейнер УПК-23-250 (калибр 23 мм); 12,7-мм крупнокалиберный пулемет НСВ-12,7; 7,62-мм пулемет РПК и автоматы АК, АКМ. Для минирования подходов к месту высадки десанта предлагалось применять контейнер малогабаритный грузовой универсальный КМГУ-2 с минами.По небольшим укреплениям планировалось применение зажигательных баков ЗБ-500 с горючей смесью. Вооружение должно было подвешиваться на балочные держатели БДЗ-57кр-ВМ. Прицел ПКВ должен был использоваться при стрельбе ракетами и СПВ. Аэрофотоаппарат АФА-41/10 обеспечивал фотографирование обстановки на поле боя. Экранновыхлопные устройства (ЭВУ) обеспечивали снижение температуры выхлопных газов двигателей и, как следствие, защиту от ракет с тепловыми головками типа «Стингер», «Блоупайп». Планировалась установка аппаратуры обнаружения и противодействия этим ракетам. Специальная радиостанция «Широта» должна была обеспечить полеты в высоких широтах, а радиостанция РСДН — дальнюю навигацию. Для защиты экипажа и повышения живучести вертолета планировали установить бронеплиты на рабочих местах экипажа и бортовых стрелков снизу, сзади, спереди и по бортам. Нижние топливные баки, расходный бак, двигатели, главный редуктор также экранировались бронёй. |
| Ми-26НЕФ-М           | 1990            | Экспериментальный противолодочный вариант, оснащён гидроакустической станцией и боковой съёмной кабиной оператора. |
| Ми-26МС              | до 1993         | Медицинский вариант. |
| Ми-26ТМ              | 1992            | Два варианта «летающего крана» с кабиной оператора под фюзеляжем и вместо грузовой рампы. |
| Ми-26ПК              | 1997            | «Летающий кран» с боковой кабиной оператора. |
| Ми-26ТП              | 1994            | Пожарный вариант. |
| Ми-26TC (Mi-26TS)    | Сертификат 1995 | Сертифицирован МАК по нормам лётной годности гражданских вертолётов. |
| Ми-26М               | -               | Несостоявшийся проект модернизации к 1998 году. |
| Ми-26Т2              | 2011            | 2—3 лётчика, вертолёт способен совершать ночные полёты, в кабине вместо аналоговых приборов установлены экраны. |
| Ми-26Т2В             | 2018            | Модернизация для ВКС РФ; первый полёт — август 2018 |

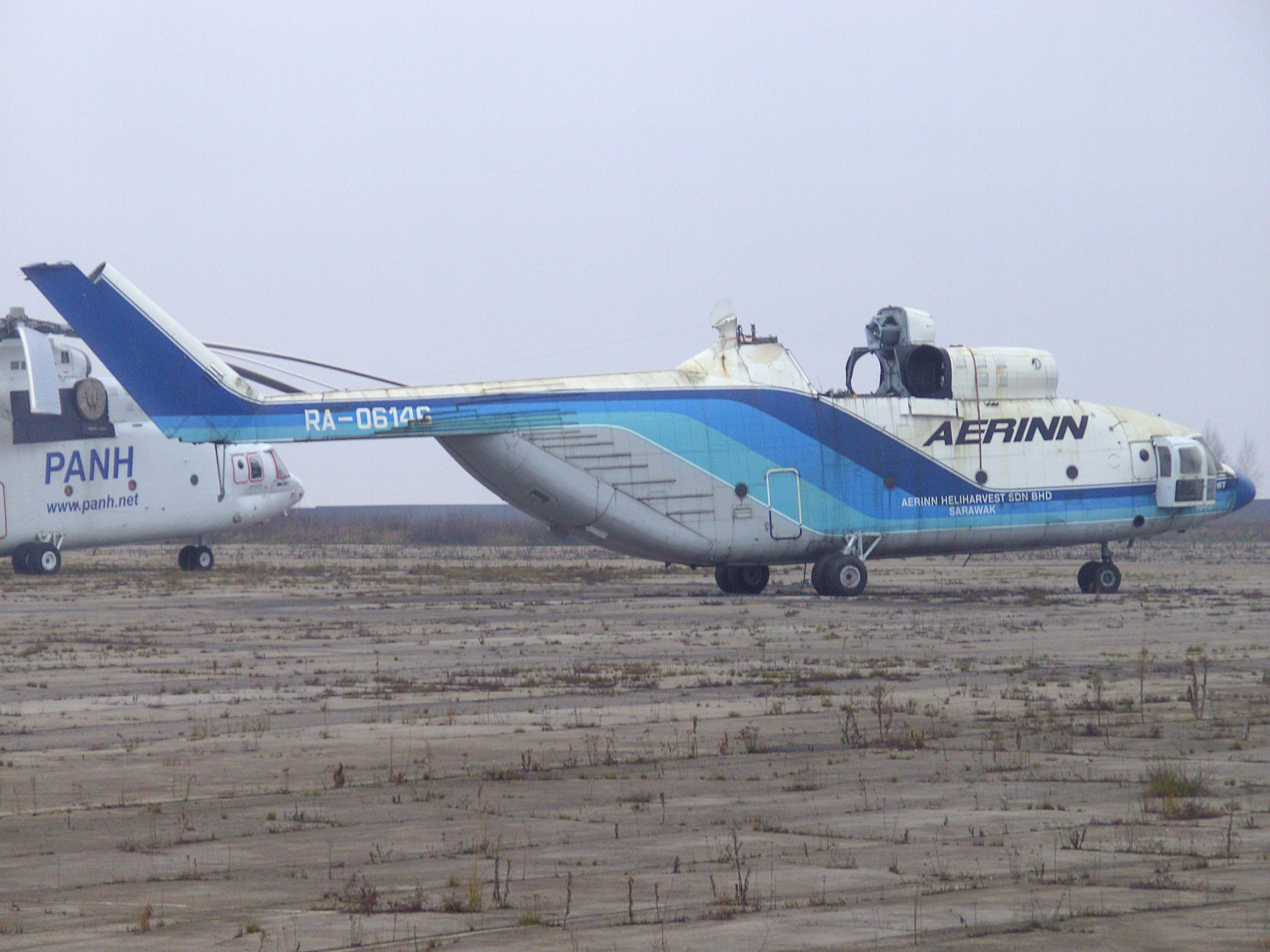
Бывший Ми-26НЕФ-М
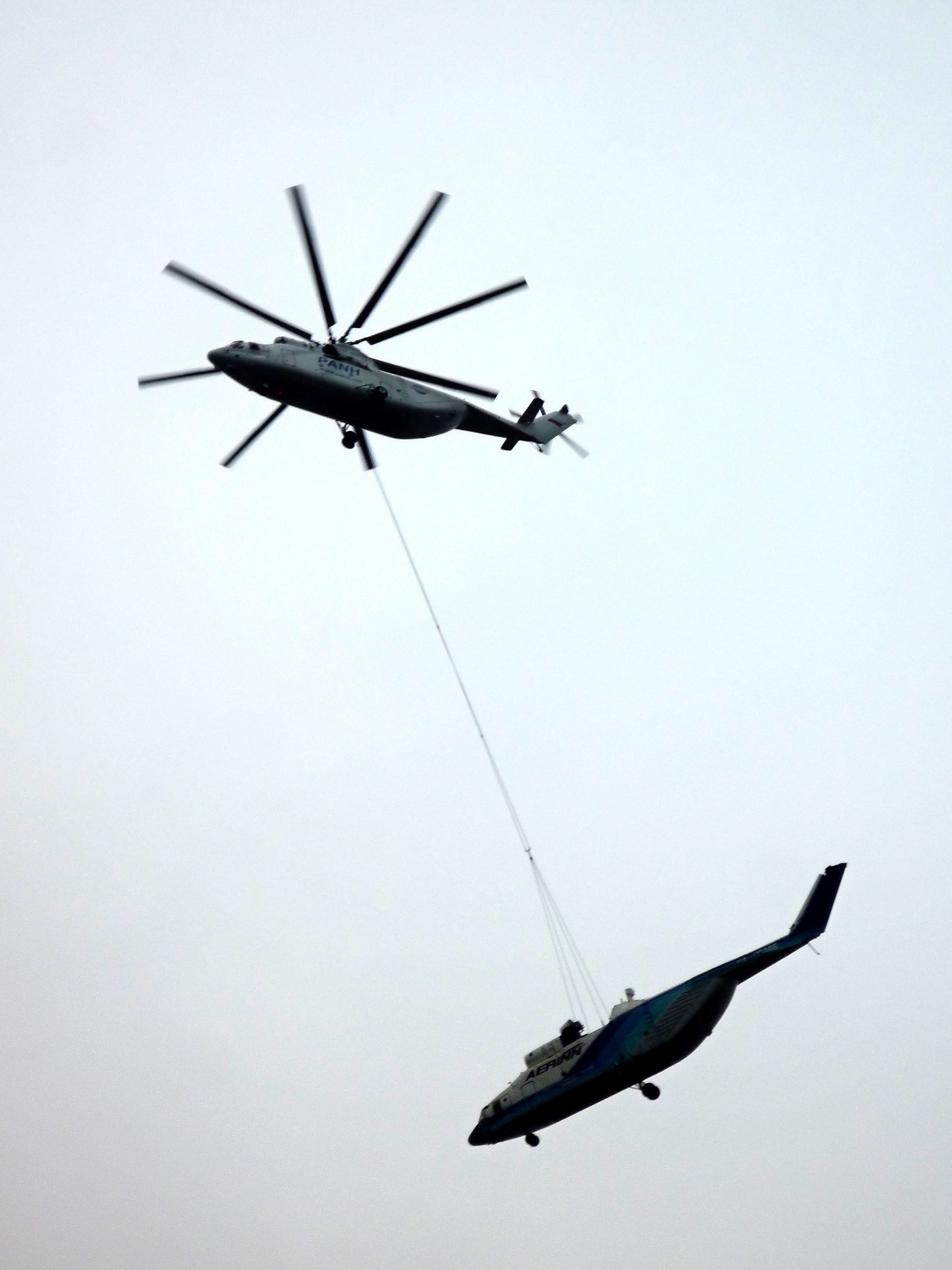
Ми-26Т компании «ПАНХ» транспортирует бывший Ми-26НЕФ-М

## Применение
Использовался в Афганской войне; Ликвидации последствий аварии на ЧАЭС; Гражданской войне в Анголе; Первой карабахской войне; Первой чеченской войне; Второй чеченской войне.
Первое боевое применение Ми-26 прошли в 1984 году в Афганистане в составе 23-го отдельного авиационного полка Пограничных войск КГБ СССР дислоцированного в Душанбе. В 1988 году была проведена первая операция по эвакуации повреждённого Ми-8 на внешней подвеске Ми-26 с территории Афганистана на территорию СССР. Операцию проводил Юрий Иванович Ставицкий, ныне Герой России.
Использовался ВВС СССР в Нагорном Карабахе; два Ми-26 выполнявших гуманитарные миссии были сбиты в ходе боевых действий.
27 сентября 1996 года вертолёт использовался для построения большой формации, которая потом была занесена в книгу рекордов Гиннесса. Во время этого мероприятия был установлен ещё один рекорд: Ми-26 поднял на высоту 6500 м 224 парашютиста.
Использовался для эвакуации двух вертолётов СН-47 «Чинук» вооружённых сил США в Афганистане, стоимость эвакуации 650 000 $.
Также, там же использовался для эвакуации повреждённого вертолёта AS-532 «Кугар» ВВС Нидерландов.
Два вертолёта были потеряны в ходе операций в Афганистане: один разбился, другой сбит.
Использовался для транспортировки самолёта Ту-134[когда?]

 из аэропорта «Пулково» на полигон МЧС рядом с микрорайоном «Рыбацкое» в Санкт-Петербурге.
10 января 2013 года российский вертолёт Ми-26 авиакомпании UTair был обстрелян при взлёте из суданского города Вау, однако сбить гражданский вертолёт боевикам так и не удалось.

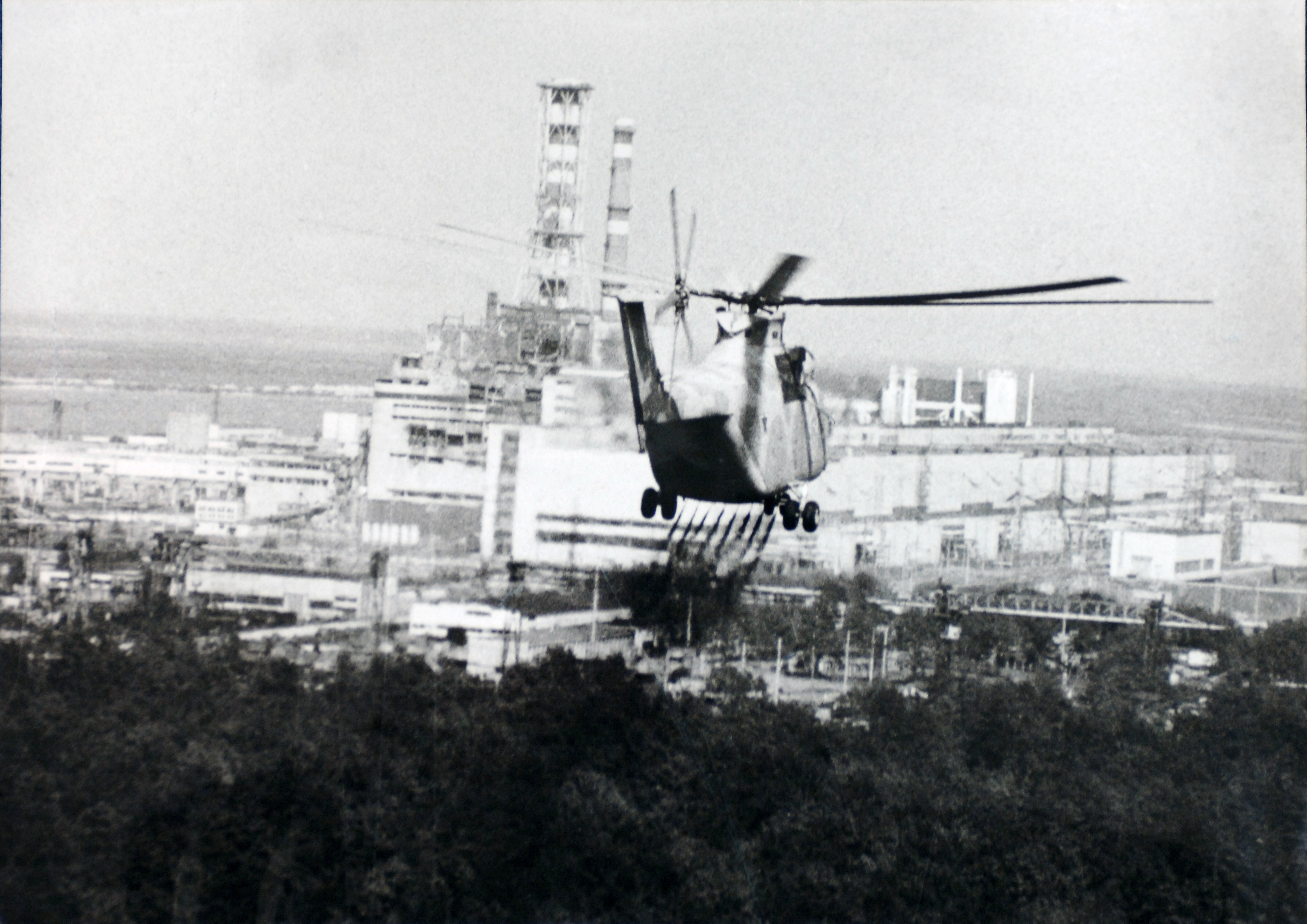
Ликвидация аварии на ЧАЭС
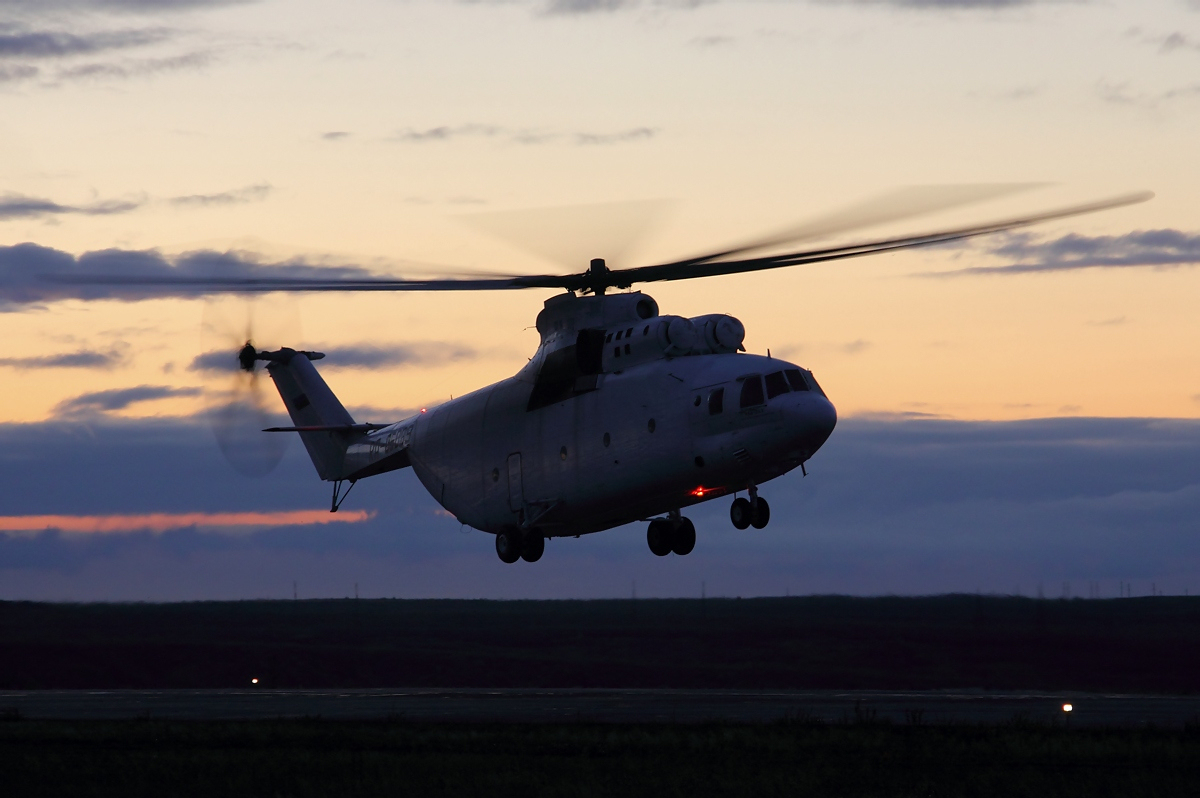
Посадка на аэродром Архангельск
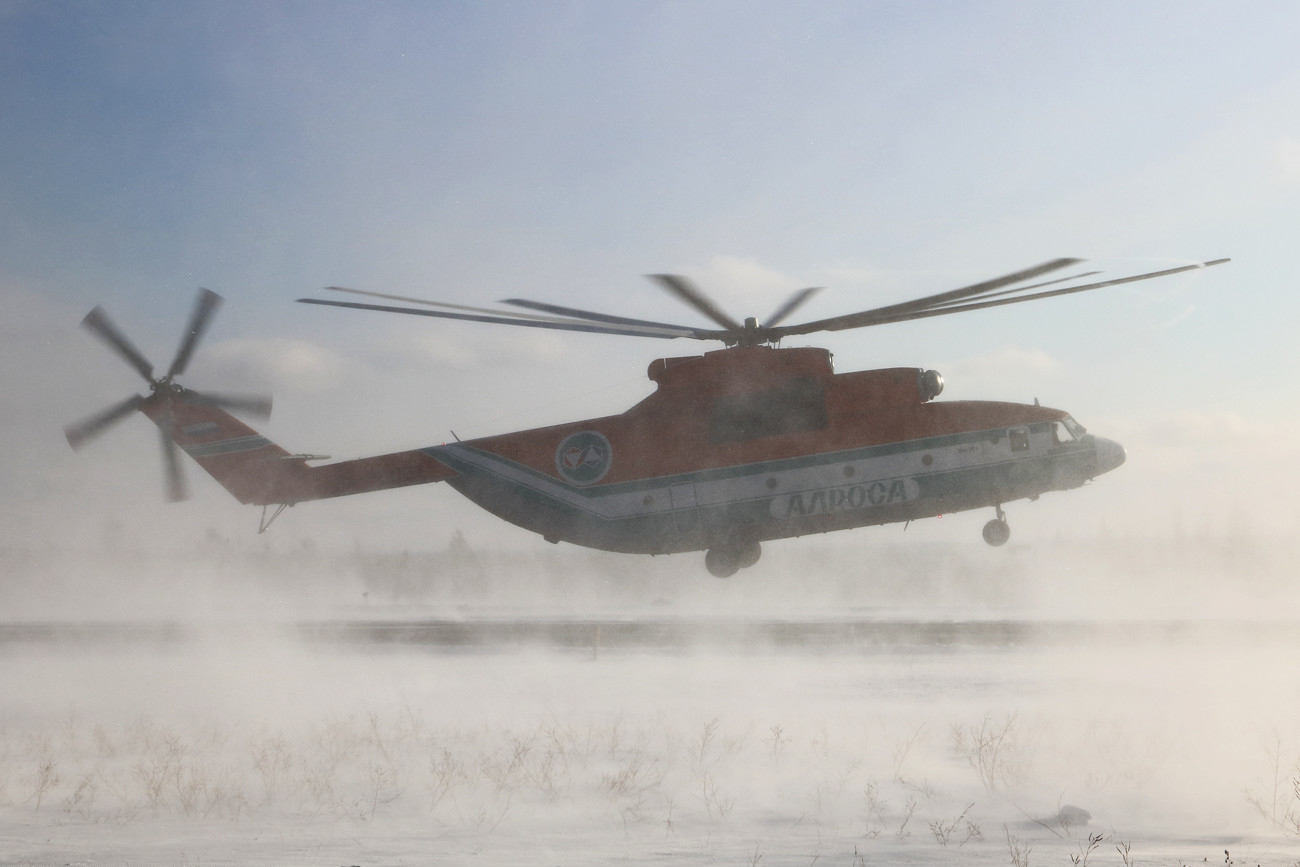
Посадка на аэродром п. Мирный
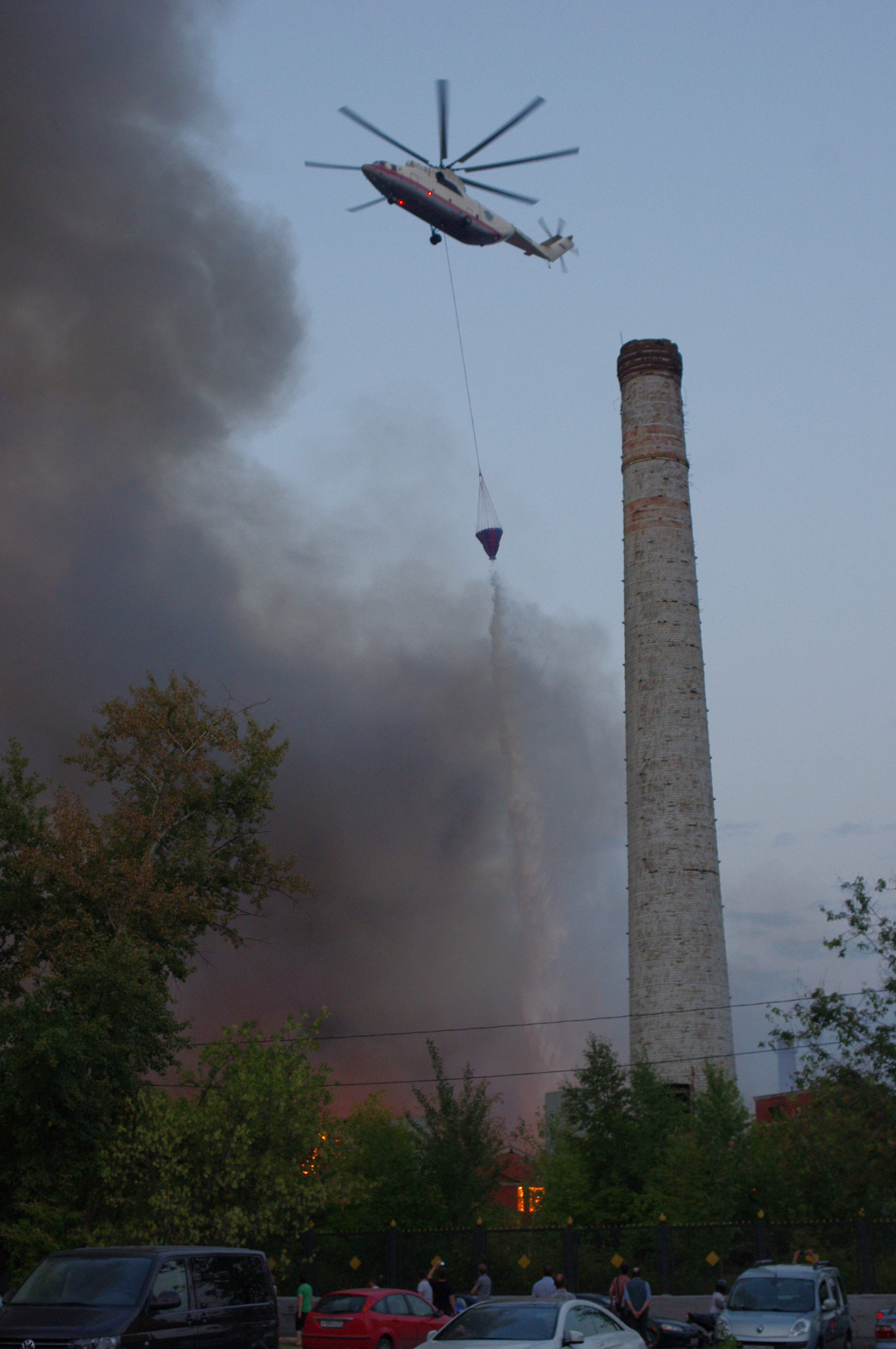
Ми-26Т МЧС России тушит пожар на заводе «Серп и Молот»
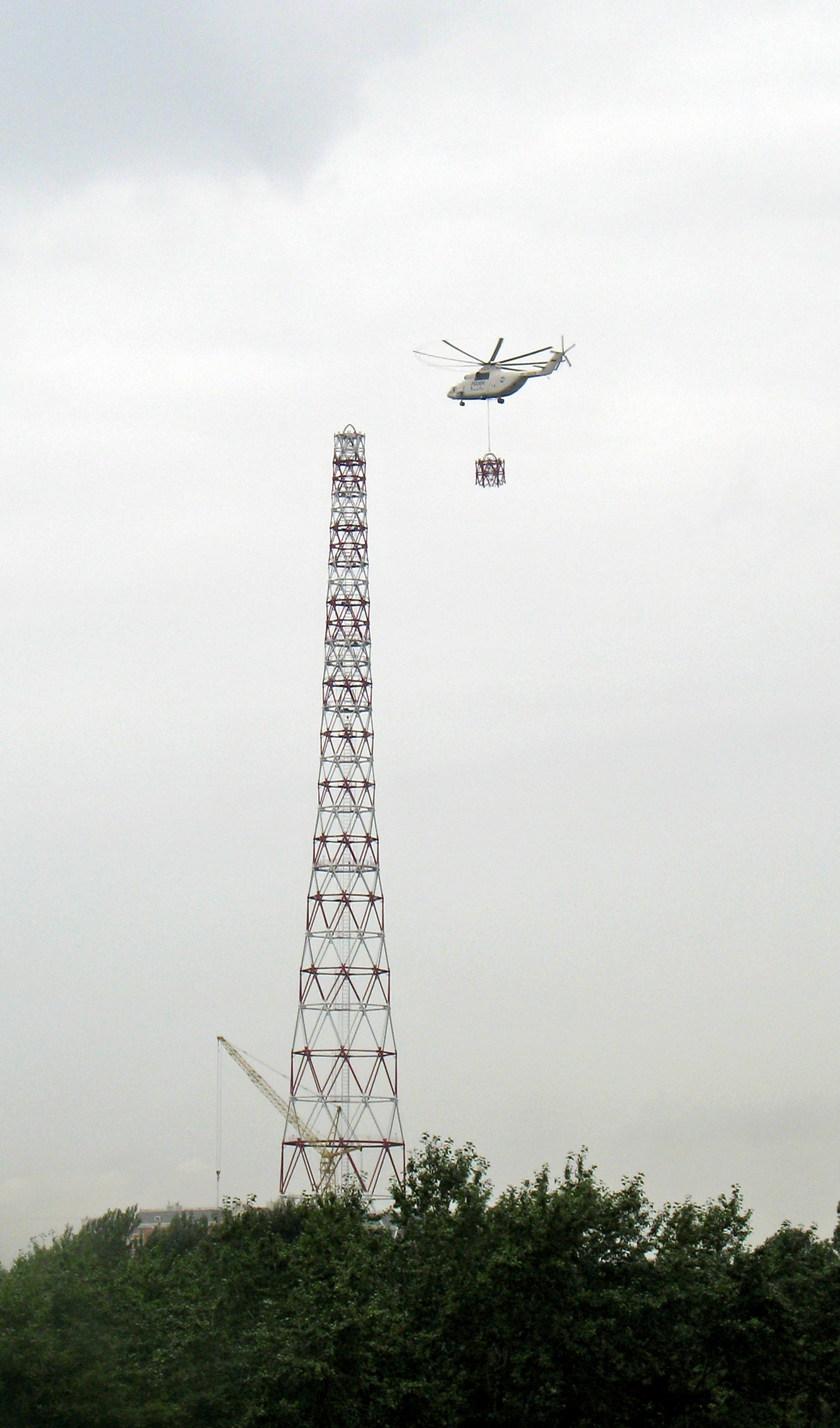
Ми-26Т PANH монтирует радиотелевизионную башню «Октод» в Москве

## Авиапроисшествия и катастрофы
Катастрофа Ми-26 в Чечне 19 августа 2002 стала крупнейшей по числу жертв в истории военной авиации СССР и России и крупнейшей катастрофой вертолёта в истории мировой авиации. Он был сбит во время второй чеченской кампании близ посёлка Ханкала ракетой из ПЗРК «Игла-1М». Тогда погибло 127 человек.
| Дата       | Бортовой номер | Место катастрофы/происшествия                        | Погибло/всего на борту | Краткое описание |
| ---------- | -------------- | ---------------------------------------------------- | ---------------------- | --- |
| 26.01.1983 | 02             | близ Торжка                                          | 6/6                    | Отрыв лопасти несущего винта и разрушение хвоста при взлёте. |
| 18.10.1985 | 69 жёлтый      | Таджикистан, пгт. Московский                         | 1(?)/н. д.             | Вертолёт погранслужбы. Аварийная посадка вследствие поломки трансмиссии хвостового винта. |
| 24.06.1987 | 51             | близ Кутаиси                                         | 1+17/18                | Военный борт. Падение из-за разрушения подшипника вала привода хвостового винта. |
| 08.07.1987 | н. д.          | близ горы Казбек                                     | 0/н. д.                | Во время испытательного полёта коснулся хвостом земли и разрушился. |
| 11.12.1987 | н. д.          | близ аэродрома города Кварели                        | 3/6                    | Падение вертолёта и опрокидывание набок в условиях учебного полёта. |
| 28.12.1988 | 25 жёлтый      | 70 км западнее г. Оха                                | н. д./н. д.            | При посадке произошло опрокидывание набок |
| 14.05.1989 | 06003          | близ Лабытнанги                                      | 0/н. д.                | Тренировочный полёт с имитацией отказа двигателя. Разрушился в результате жёсткой посадки. |
| 1989       | 72             | аэродром Телави                                      | 0/н. д.                | Посадка на ВПП при выключенных двигателях со скоростью, многократно превышающей допустимую. |
| 13.12.1989 | 06140          | Ярославская область, Ростовский район, близ Чепорово | 5/5                    | Отказ управления во время испытательного полёта с аэродрома «Чкаловский». |
| 20.03.1990 | 06024          | близ Киренска                                        | 9/9                    | Отказ управления из-за неисправности гидроусилителя продольного управления. |
| 18.08.1990 | 06023          | Тюменская область                                    | 5/5                    | Разрушение вертолёта в воздухе из-за нерасчётных перегрузок вследствие обрыва внешнего груза. |
| 15.07.1991 | н. д.          | близ Чирчика                                         | 0/н. д.                | Вынужденная посадка по причине пожара в правом двигателе. |
| 03.03.1992 | 54 жёлтый      | близ села Сейдляр                                    | 16(?)/50               | Военный борт. Участвовал в гуманитарной миссии во время Карабахского конфликта. Сбит выстрелом из ПЗРК. |
| 12.05.1992 | 63 жёлтый      | близ села Вазашен                                    | 8/8                    | Военный борт. Участвовал в эвакуации семей российских пограничников во время Карабахского конфликта. Сбит ракетой ПВО на высоте 2000 м. |
| 27.02.1993 | 06193          | аэропорт Steung Treng                                | 0/14                   | Потеря управления во время посадки при перевозке военных грузов для ООН. |
| 15.10.1993 | 06043          | близ Нефтеюганска                                    | 0/н. д.                | Разбился из-за нарушения правил загрузки. |
| 19.10.1995 | 95 красный     | близ мыса Неупокоевка острова Большевик              | 8/18                   | Столкновение с ледяным торосом высотой 313 м по причинам непогоды и использования устаревших полётных карт. |
| 19.10.1996 | н. д.          | округ Капит                                          | 1/2                    | Попадание в зону сильного ветра при перевозке древесины на внешней подвеске. |
| 18.08.1997 | н. д.          | близ города Ключи                                    | 0/7                    | Вынужденная посадка после разрушения двух лопастей рулевого винта. |
| 04.07.1998 | 29109          | н. д.                                                | 0/н. д.                | Грубая посадка с разрушением фюзеляжа, списан. |
| 25.09.1999 | н. д.          | близ Ботлиха                                         | 0/н. д.                | Борт ВВ МВД. При перевозке боеприпасов обстрелян с земли, при вынужденной посадке произошло касание земли хвостовой балкой и падение на правый борт. |
| 20.03.2000 | LZ-MOA         | округ Капит                                          | 2/5                    | Разрушение в воздухе при подготовке к отцепке груза древесины. |
| 21.02.2001 | н. д.          | близ аэродрома Марково                               | 0/н. д.                | Вынужденная посадка из-за неполадок в главном редукторе. |
| 01.12.2001 | 92 красный     | близ станицы Стодеревская Ставропольского края       | 2/18                   | Отказ двигателя и аварийное планирование с высоты 1,5 км. |
| 04.12.2001 | 1901           | у Сьюдад-Хуареса                                     | 0/н. д.                | Упал во время транспортировки Ми-17. |
| 19.08.2002 | 89 красный     | близ Ханкалы                                         | 127/147                | Военный борт. Сбит выстрелом из ПЗРК «Игла», сел на минное поле. |
| 18.10.2002 |                | Камчатка, бухта Русская                              | 0/2                    | ФПС РФ.При посадке вертолета, по неизвестной пока причине, была повреждена хвостовая часть. Ми-26 упал на землю с высоты 20 метров. На борту вертолета находилось 14 человек: шесть членов экипажа и восемь работников предприятия "Геотермия". По предварительной информации, два человека погибли, четверо серьезно травмированы.                                 |
| 03.05.2003 | 212 жёлтый     | близ Читы                                            | 12/12                  | Борт МЧС. Падение во время тушения лесного пожара вследствие наматывания троса водосливного устройства на хвостовой винт. |
| 02.12.2006 | 29112          | близ Кандагара                                       | 8/8                    | Разбился в горной местности в сложных метеоусловиях. |
| 14.07.2009 | ER-MCV         | Гильменд                                             | 1+6/6                  | При заходе на посадку вертолёт был поражён выстрелом из ПЗРК или гранатомёта. |
| 14.12.2010 | Z3076/D        | аэродром Сатвари                                     | 0/8                    | Вертолёт индийских военно-воздушных сил рухнул на землю спустя несколько минут после взлёта. |
| 20.12.2011 | 06121          | близ Тайлаково                                       | 1/6                    | При перевозке груза дизельного топлива совершил жёсткую посадку и полностью сгорел. |
| 04.07.2014 | RF-31351       | аэродром Хабаровск-Центральный Хабаровск             | 0/0                    | Вертолёт Ми-26 МЧС России сгорел на территории аэродрома в Хабаровске из-за нарушения техники безопасности при заправке топливом. Жертв и пострадавших нет. |
| 28.11.2018 | RA-06029       | Харьягинский                                         | 1/6                    | Разбился при третьей попытке захода на посадку в сложных метеоусловиях. |
| 29.07.2019 | RF-06054       | близ Якутска                                         | 0/н. д.                | Вынужденная посадка. ВС опрокинуто на правый борт, хвостовая балка и правая стойка шасси отделены от фюзеляжа |
| 25.04.2020 | RA-06268       | Русское газонефтяное месторождение                   | 0/8                    | Во время следования по маршруту, начался помпаж левого двигателя. Экипаж отключил левый двигатель переведя правый на взлётный режим, для посадки на ближайшей площадке. При заходе на п/п Ротор-40, началась прогрессирующая вибрация правого двигателя с падением оборотов. Вертолёт совершил грубую посадку с отделением хвостовой балки и опрокидыванием на бок. |
| 13.01.2020 | RF-31123       | 52 км западнее г. Назарово                           | 0/9                    | Вынужденная посадка. Во время полёта случился перегрев подшипника трансмиссии. |

## Эксплуатанты

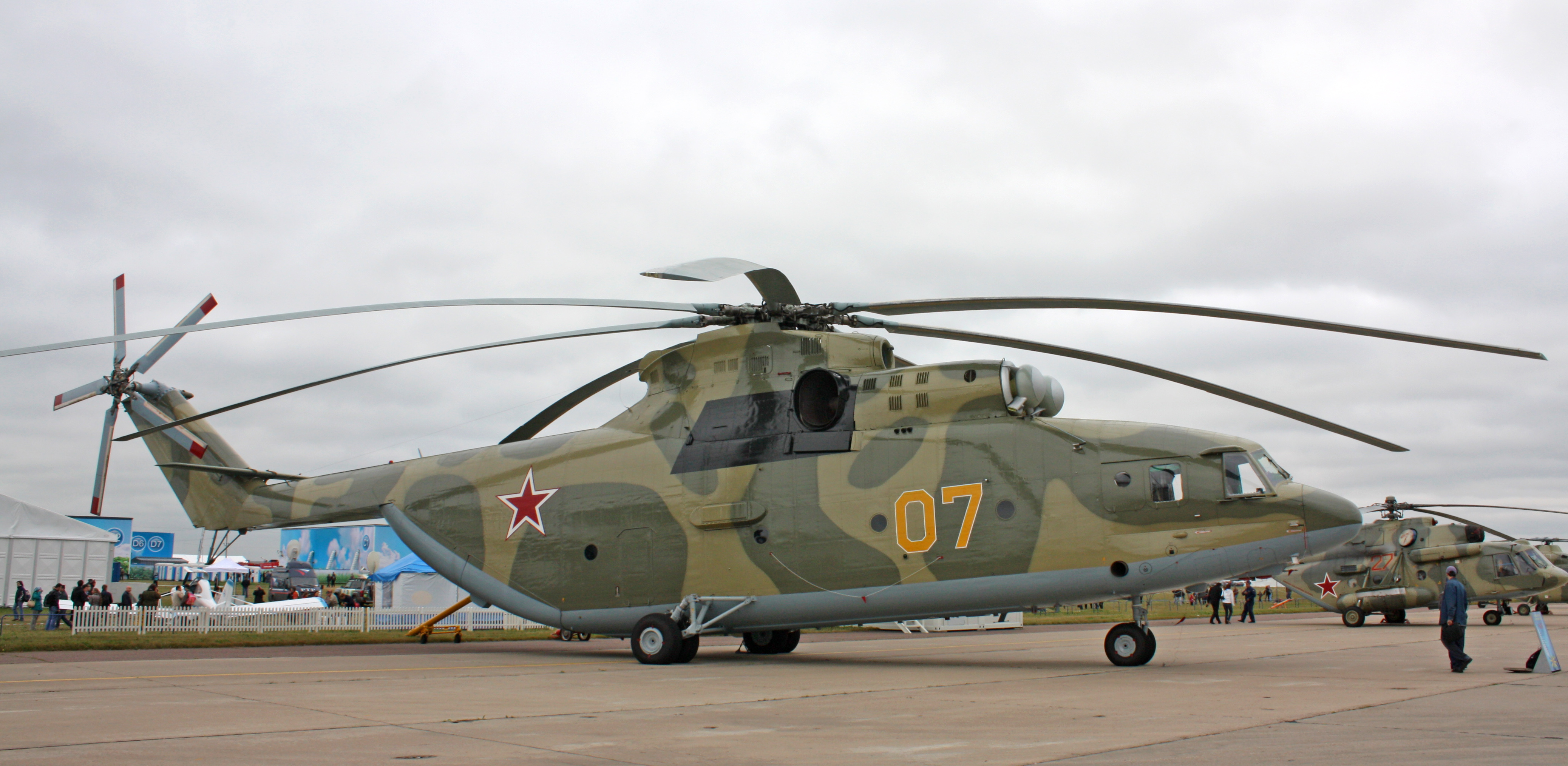
Ми-26 ВВС России на МАКС-2009

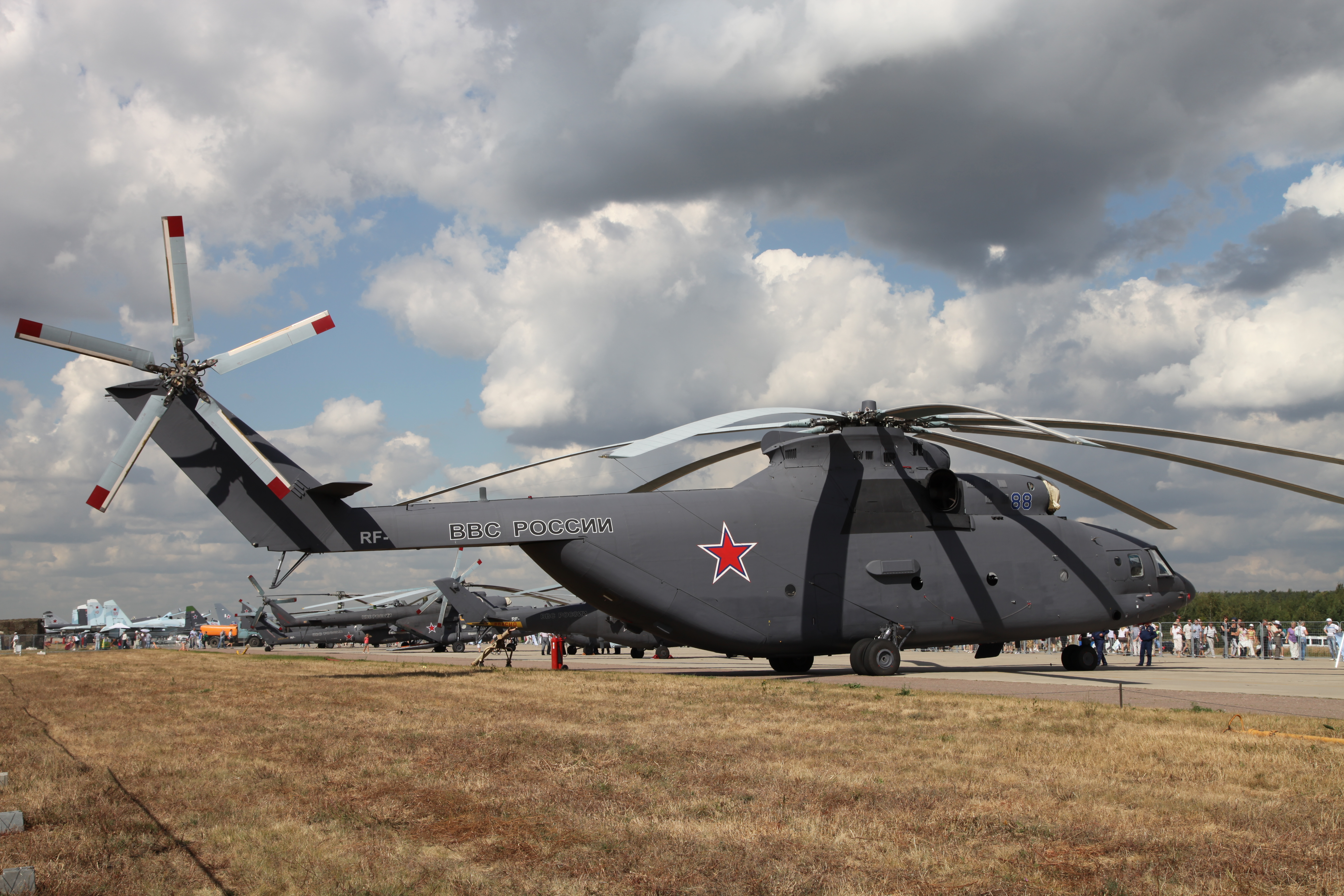
Ми-26 ВВС России: вид сзади

### Состоят на вооружении
- ВВС Белоруссии — 6 Ми-26, по состоянию на 2023 год[35]
- ВВС Алжира — 14 Ми-26Т2, по состоянию на 2023 год[36]
- ВВС Венесуэлы — 3 Ми-26Т2, по состоянию на 2023 год[37]. Имеют официальное дополнительное обозначение Helicoptero Pemón.
- ВВС Индии — 1 Ми-26, по состоянию на 2023 год.[38]
- ВВС Казахстана — 4 Ми-26, по состоянию на 2023 год.[39]
- КНДР — 4 Ми-26, по состоянию на 2023 год.[40]
- Россия
  - Воздушно-космические силы Российской Федерации — 33 Ми-26/Ми-26Т по состоянию на 2024 год[41].
  - Войска национальной гвардии России — 10 Ми-26, по состоянию на 2023 год.[42]
- Узбекистан — 1 Ми-26, по состоянию на 2022 год.[43]
- Экваториальная Гвинея — 1 Ми-26, по состоянию на 2023 год.[44]
- Иордания — 4 Ми-26Т2, по состоянию на 2023 год.[45]

### Сняты с вооружения
- Молдова — единственный молдавский Ми-26 (регистрационный номер ER-MCV), принадлежавший компании Pecotox-Air, был сбит в Афганистане в 2009 году. Экипаж, состоящий из украинских лётчиков, погиб[46].
- ДР Конго — 2 Ми-26, по состоянию на 2015 год.
- Камбоджа — 2 Ми-26 на хранении, по состоянию на 2022 год.
- Китай — 4 Ми-26Т3, по состоянию на 2019 год.
- Лаос — 1 Ми-26, по состоянию на 2016 год.
- Мексика — 1 Ми-26, по состоянию на 2013 год.
- Перу — 3 Ми-26T на хранении, по состоянию  на 2023 год[47].
- Украина — После распада СССР перешло 92 шт. По состоянию на 1999 год на хранении состояли 28 шт. Ми-26[48][49].

### Гражданские
- ЮТэйр — 6 Ми-26Т[50]

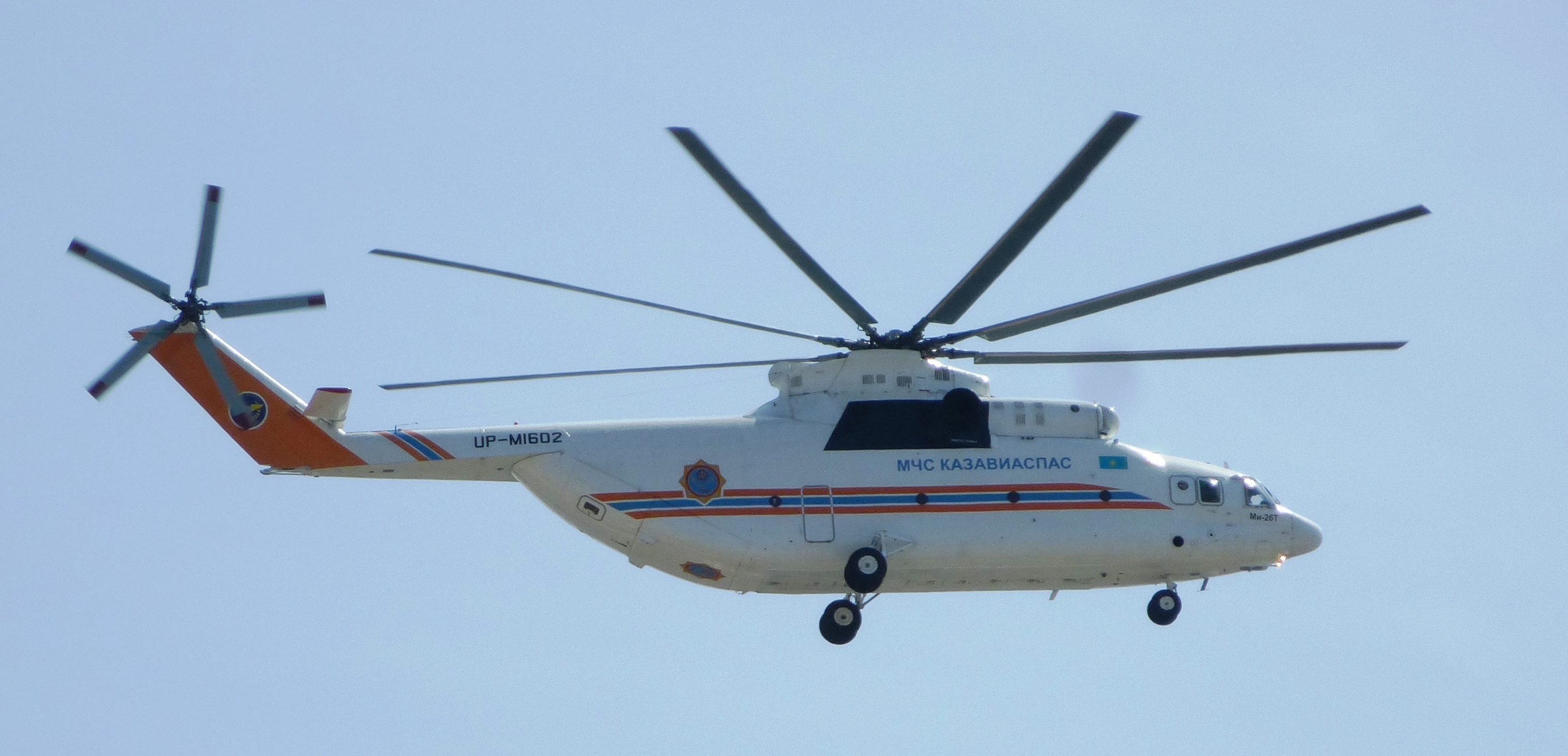
Ми-26Т МЧС Казахстана

- Вертикаль-Т — 10 Ми-26Т, по состоянию на 2013 год[51]
- 2-й Архангельский объединённый авиаотряд — 4 Ми-26, по состоянию на 2017 год.
- НПК ПАНХ — 5 Ми-26Т.
- МЧС РФ — 5 Ми-26Т[52]
- Министерство по чрезвычайным ситуациям Республики Беларусь — 2 Ми-26 (р/н EW-260TF и EW-300TF), по состоянию на 2013 год[53]
- МЧС Казахстана — 2 Ми-26Т, по состоянию на 2013 год[54]
- Узбекистан — 3 Ми-26 (Согласно данным IISS The Military Balance на 2019 год)

## Галерея

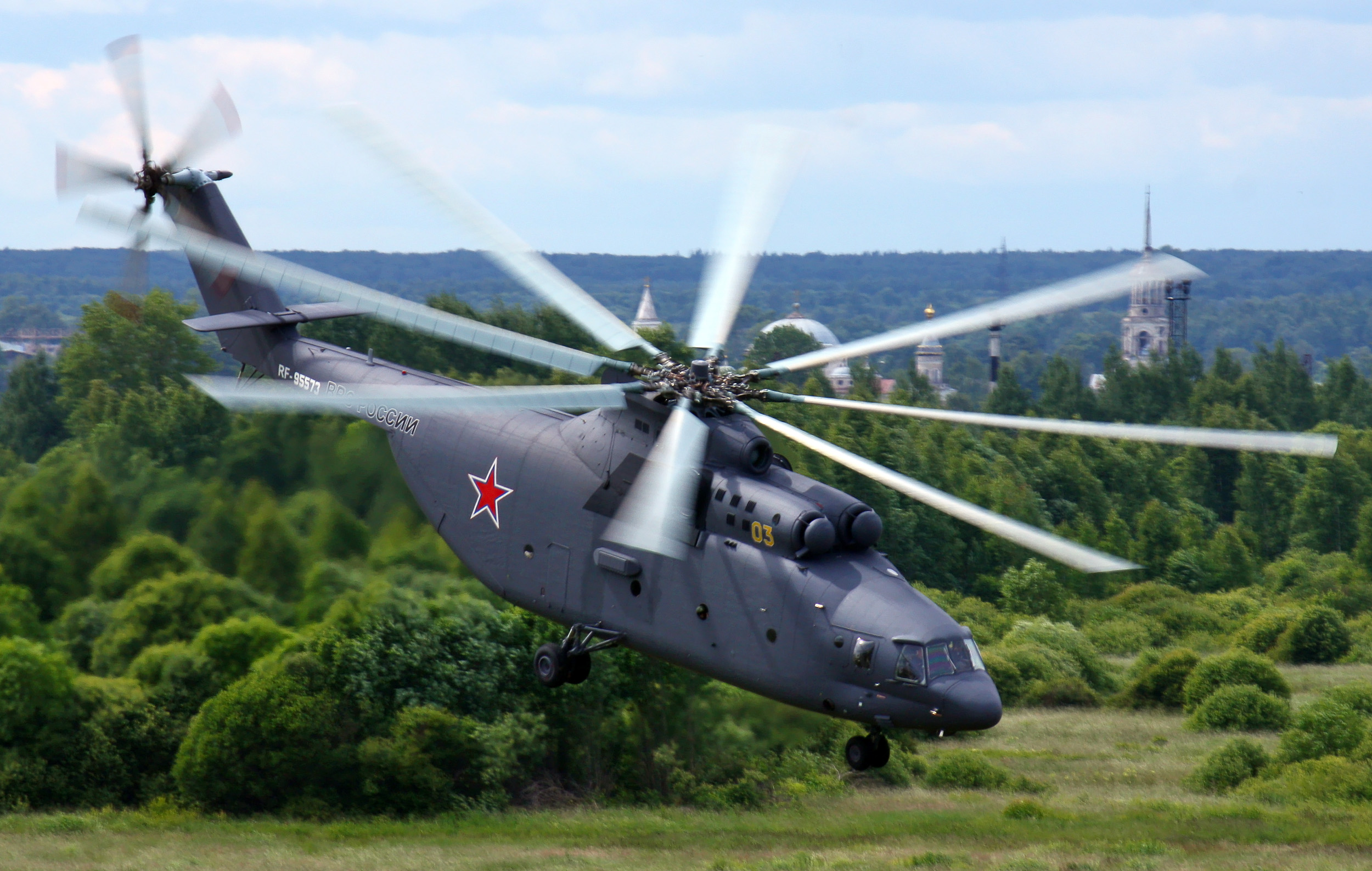
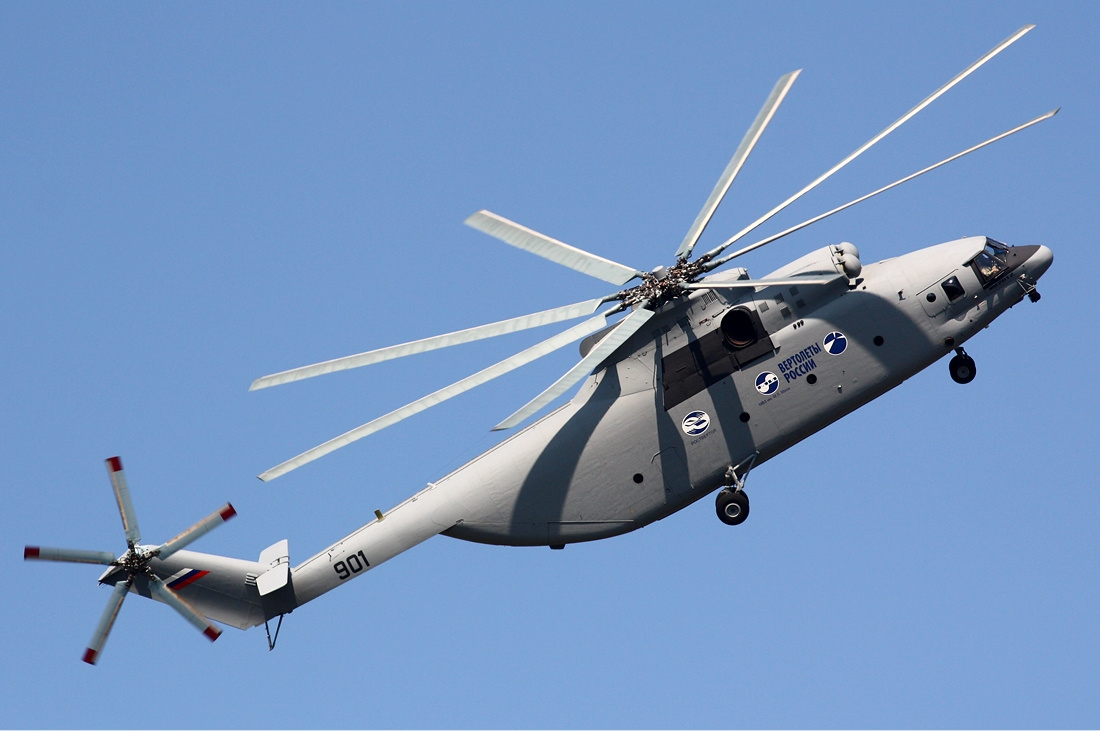
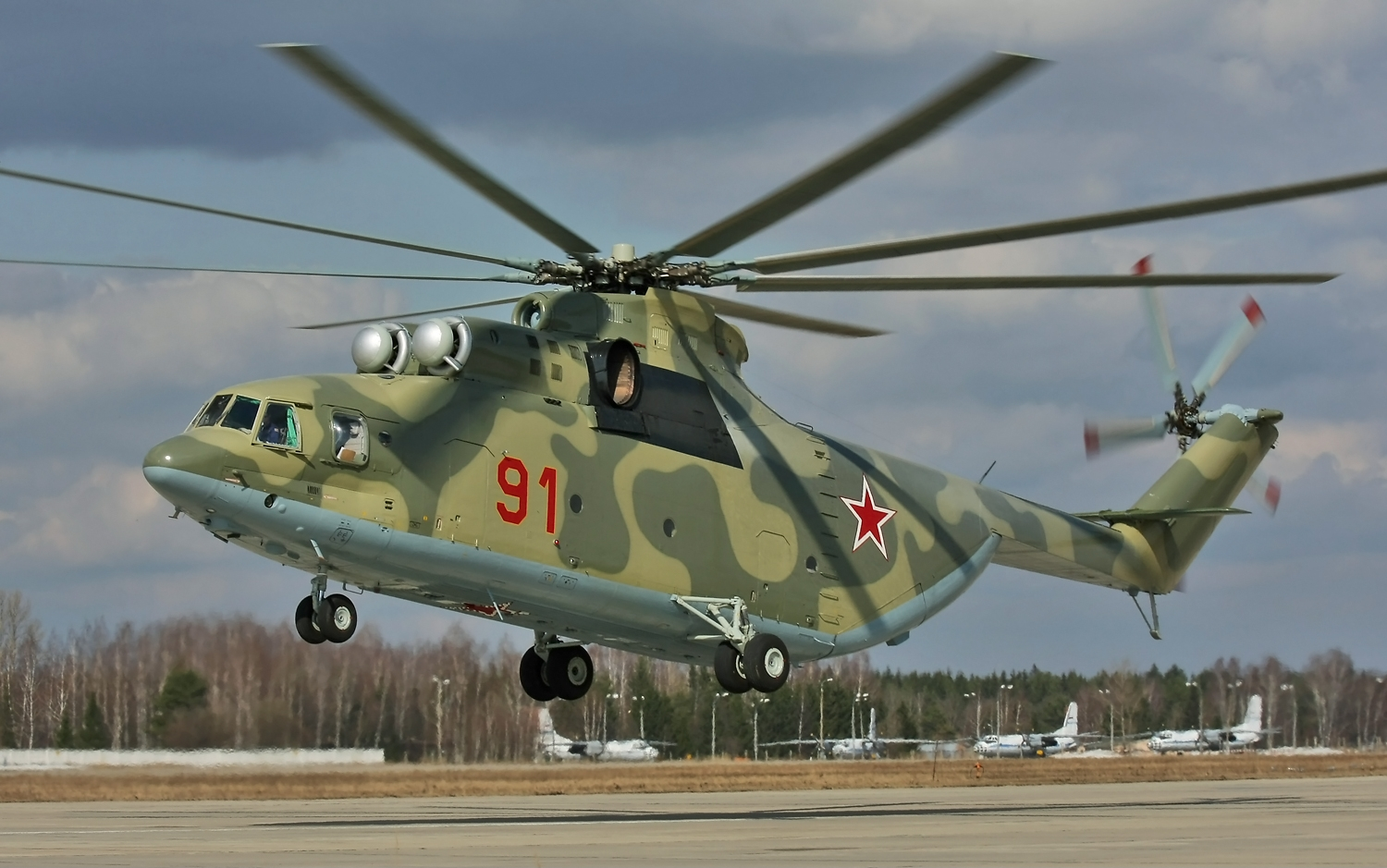
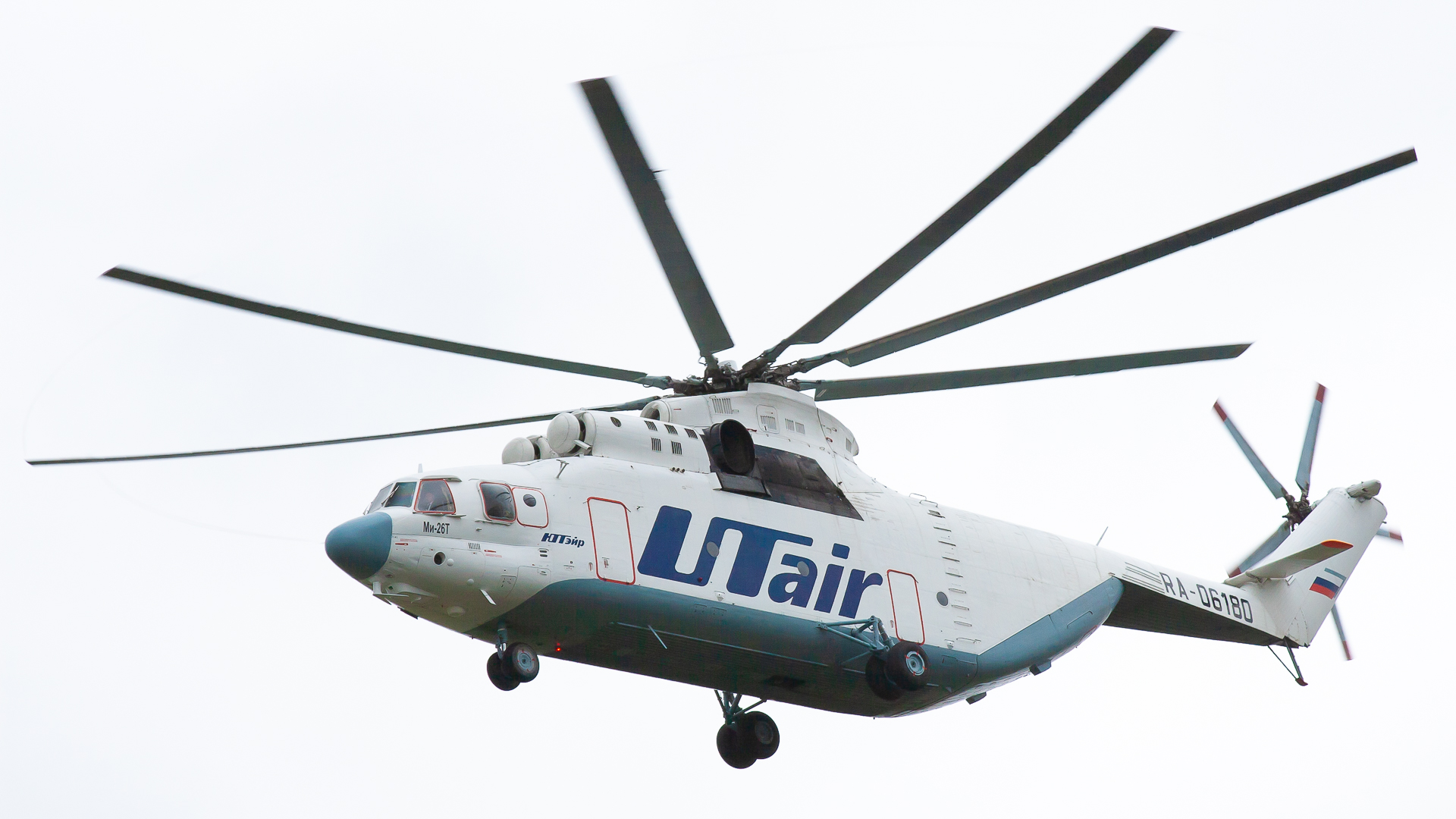
Ми-26Т АК ЮТэйр